# Station de recharge

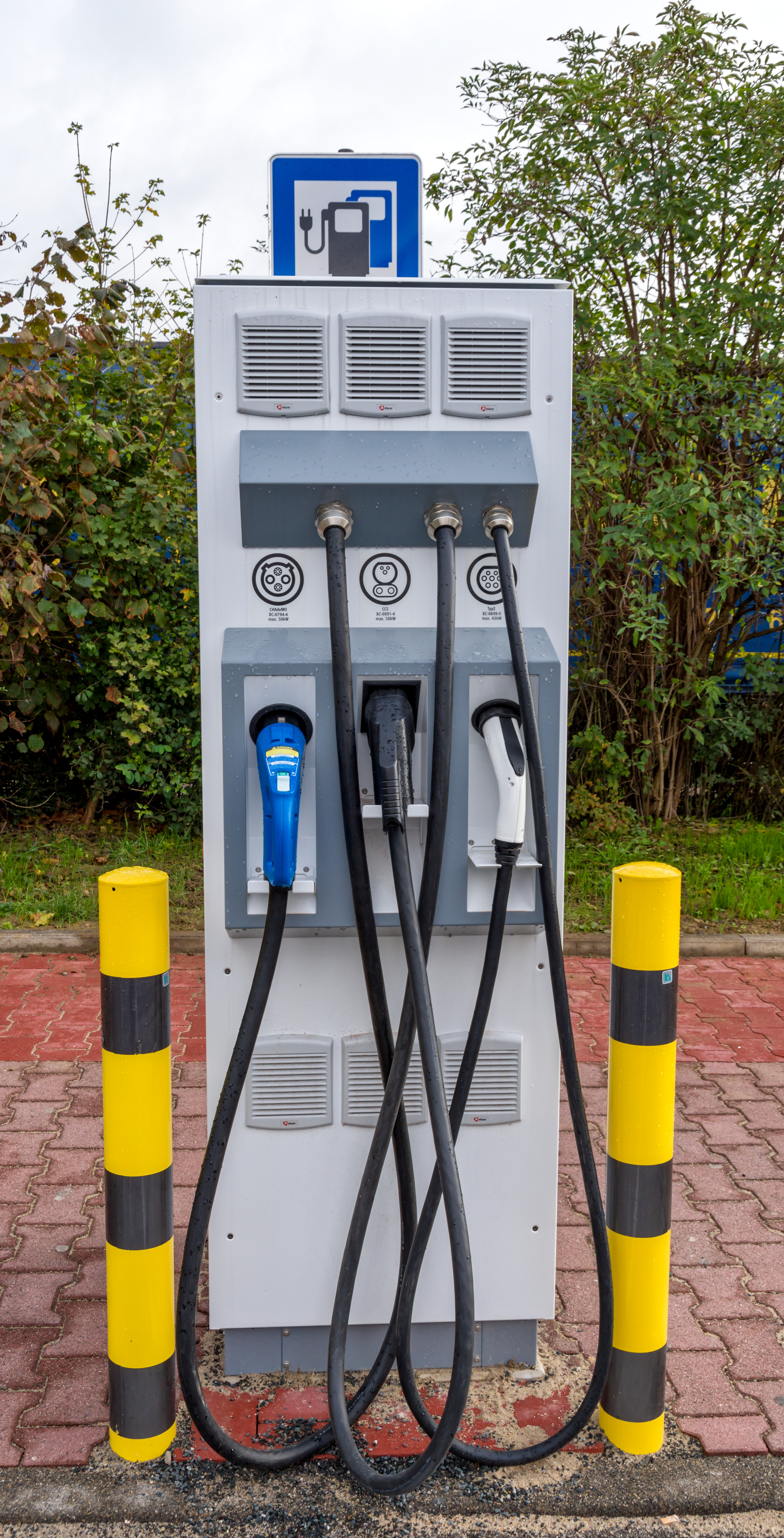
Une borne de recharge électrique compatible multi-standards à Medenbach West.

Une station de recharge est une infrastructure équipée d'une ou plusieurs bornes de recharge permettant la recharge des véhicules électriques. La borne comporte au minimum un point de charge, matérialisé par un socle de prise.
Une station de charge comporte l'espace nécessaire au véhicule pour stationner, le point de charge (borne, coffret…) et, le cas échéant, les autres éléments nécessaires (armoire électrique de gestion « intelligente » de la charge et autres services). Elle doit répondre à des normes et standards techniques ; un standard européen a été décidé en 2014 par la Commission européenne.
Les véhicules électriques se rechargent usuellement à domicile ou sur le lieu de travail, mais les points de recharge publics se multiplient rapidement pour les trajets longs et pour les automobilistes habitant en immeubles non équipés de bornes.
Fin 2024, selon l'AIE, on compte 5,4 millions de points de recharge publics dans le monde, dont 2 millions à recharge rapide. La Chine en compte à elle seule 3,5 millions, soit 65 %. L'Europe en compte 990 000, soit 18 %. Avec 193 000 points de recharge publics, les États-Unis ne représentent que 3,6 % du total mondial et sont devancés par la Corée du sud (417 000 points, soit 7,7 %).

## Historique

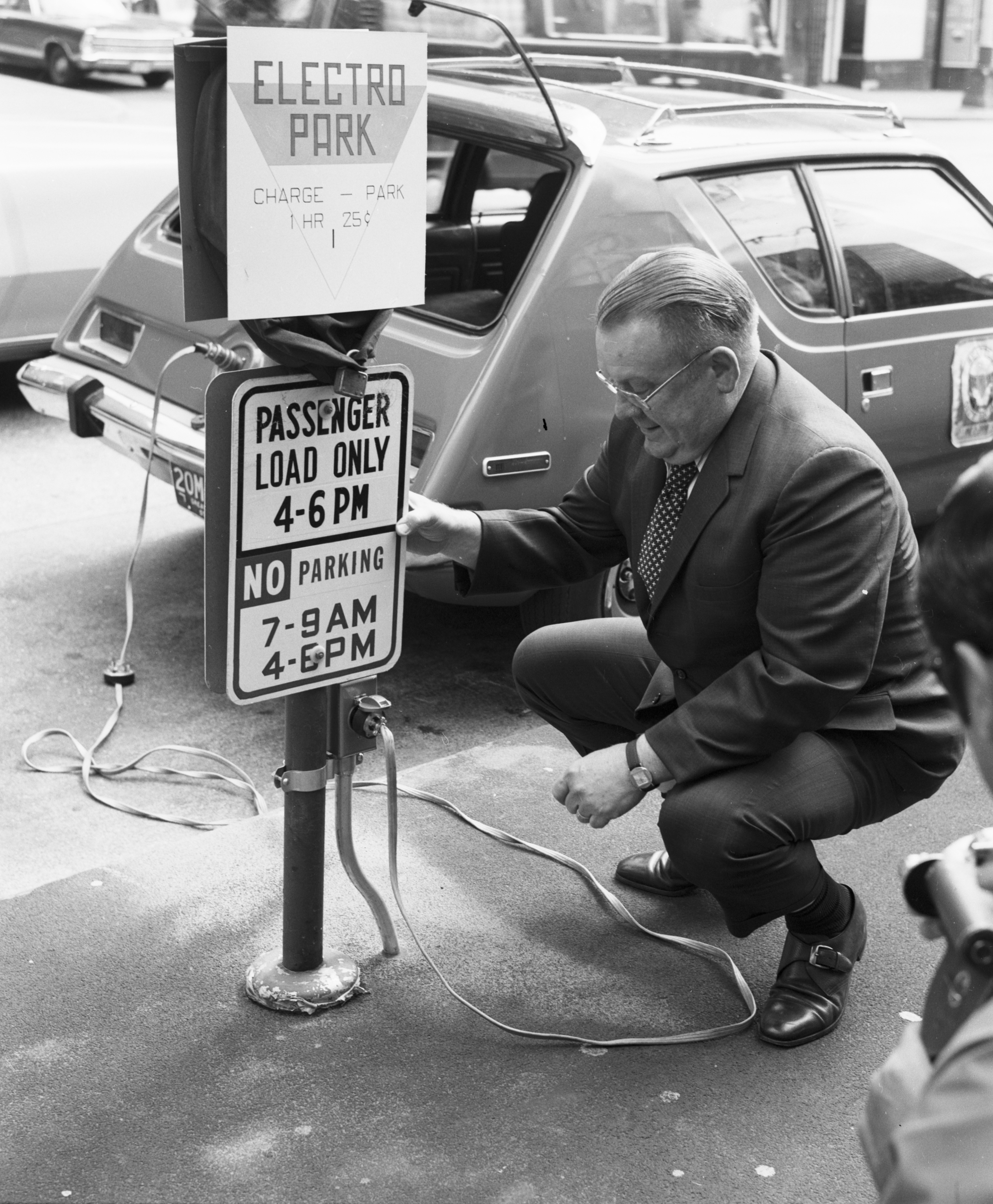
Borne de recharge utilisant des connecteurs NEMA américains pour le véhicule électrique AMC Gremlin utilisé par Seattle City Light en 1973.

### Histoire des bornes de recharge en France
À la fin du XIXe siècle, on parle de colonne de charge pour automobile électrique, avec un format proche des boîtes aux lettres. Pour recharger ses accumulateurs, l'utilisateur doit mettre un jeton dans le compteur, fermer les coupe-circuits intérieurs, l'interrupteur bipolaire et choisir avec le commutateur du rhéostat l'intensité de charge (de 25 à 80 A) à fournir à la batterie.
La loi Grenelle 2 de 2010 permet notamment aux collectivités de déployer des stations de recharge dès lors que l'offre privée est « inexistante, insuffisante ou inadéquate ». Afin de respecter les restrictions existantes en matière de vente d'énergie, les stations de recharge fournissent un service incluant la charge du véhicule et non pas uniquement la charge elle-même.
Le 13 avril 2010, douze collectivités françaises ont signé une charte pour le déploiement d'infrastructures publiques de recharge de véhicules électriques. Elles s'engagent à déployer « dès 2010, si les conditions techniques et réglementaires suffisantes sont réunies » des points de charge.
En 2011, un Livre vert sur les infrastructures de recharge ouvertes au public pour les véhicules décarbonés précise le cahier des charges des bornes et l'obligation de concertation avec le gestionnaire de réseau de distribution d'électricité (ERDF ou entité locales de distribution). Il est mis à jour en 2014 et précisé par décret début 2017,. Certaines données, précisées par un arrêté ministériel (localisation et caractéristiques techniques des stations, disponibilité du point de recharge en temps réel, si ces données existent) doivent être basculées sur le site open data national (data.gouv.fr).
En 2012, dans le cadre d'un plan de soutien à l'automobile par le ministre du redressement productif, la mission Hirtzman a été annoncée le 3 octobre 2012 pour accélérer le déploiement du réseau de bornes de recharge, qui devraient aussi idéalement avoir été écoconçues et s'intégrer dans les réseaux électriques intelligents voire dans ce que Jeremy Rifkin appelle l'« Internet de l’énergie » dans le cadre de son projet de « troisième révolution industrielle » où les batteries de véhicules électriques jouent un rôle important de stock-tampon de l'électricité intermittente d'origine renouvelable produite à proximité. Le Commissariat général à l'investissement a prévu dans son programme d'investissements d'avenir (PIA) une enveloppe de 50 millions d'euros pour aider aux premiers projets de déploiement de bornes de recharge dans les agglomérations de plus de 200 000 habitants, sur les autoroutes, dans les parkings de stationnement et de grandes surfaces ou pour les projets portés par une région. Un appel à manifestations d'intérêt (AMI) est en outre ouvert par l'ADEME jusqu'au 16 décembre 2013. Infini DRIVE, est un exemple de projet national accompagné par l'ADEME dans le cadre du programme Véhicule du futur des investissements d'avenir.
Le projet Infini DRIVE est un projet de recherche et d'innovation expérimentale qui a pour but d'établir un standard pour la recharge massive des flottes de véhicules électriques. Préparer l'arrivée en masse des véhicules électriques et permettre de recharger de manière économique et écologique en utilisant le pilotage dynamique de la recharge des véhicules qui prend en considération les ressources disponibles et les besoins en temps réel des véhicules. Commencé en 2011, le projet Infini DRIVE prendra fin en 2014. Infini DRIVE rassemble 8 partenaires complémentaires : Greenovia - filiale de la Poste, coordinateur, La Poste - engagée auprès de l'État à s'équiper de 10 000 véhicules électriques, ERDF - engagé auprès de l'État à s'équiper de 2 500 véhicules électriques, G2mobility - start-up qui fournit des bornes de recharges intelligentes et les systèmes de gestion de l'énergie, Docapost - filiale de la Poste, Armines, I3M, Loria.
Le Groupement pour l'itinérance des recharges électriques de véhicules (GIREVE), créé en juillet 2013, après accord préliminaire en octobre 2012 entre les ministres du Redressement productif, de l’Écologie et des Transports, associe EDF, ERDF, la Caisse des dépôts et consignations, GDF Suez et Renault pour faciliter l'essor des stations.
Le groupe Bolloré a déposé en décembre 2014 un dossier auprès du ministère de l'Économie afin de déployer 16 000 points de charge publics, projet qui représente un investissement de 150 millions d’euros sur quatre ans. La loi sur la transition énergétique, en débat au Parlement, prévoit d’atteindre sept millions de points de charge en 2030, contre 14 000 aujourd’hui, selon les chiffres officiels (dont 9 064 publics en avril 2015). Les enseignes Leclerc ont installé des bornes de recharges sur une centaine de sites. Vinci et Sodetrel se sont alliés pour équiper les parkings de Vinci.
En octobre 2016, l'Ademe avait déjà soutenu (plus de 61 millions d'euros) 77 projets représentant plus de 20 500 points de recharge, surtout dans des zones de stationnement temporaire. Une nouvelle vague d'investissement devrait concerner les « zones résidentielles, zones d'activité et les pôles d'échanges multimodaux (parking relais) » (dans le cadre des précédents dispositifs (PIA 1 et 2) et « Advenir » pour optimiser les infrastructures existantes).
Sur les 12 800 bornes disponibles en avril 2016, 6 200 bornes sont celles des réseaux d'autopartage ; les collectivités locales ont déployé 2 000 bornes, et doivent encore en mettre en service 20 000 nouvelles d’ici à début 2018. En effet, la voiture électrique est surtout utilisée en zone rurale : la Renault Zoé se vend ainsi à plus de 50 % en zone rurale, contre 35 % en zone périurbaine et 15 % en ville.
Officialisé en février 2016, le programme Advenir finance l’installation de points de recharge électrique privés dans les immeubles collectifs et les parkings d’entreprise, via le dispositif des certificats d'économies d'énergie. Les partenaires de ce projet sont l’Avere France, Eco CO2, EDF, l’ADEME et l’État. Il vise l’installation de 12 000 points de recharge d’ici fin 2018, pour un montant total de 15,6 millions d’euros HT, dont 9,75 millions financés par EDF. En février 2018, les conditions d’éligibilité pour les zones non interconnectées évoluent pour s’adapter aux caractéristiques particulières du mix énergétique de ces zones.
Les bornes de recharge gérées par Sodetrel (filiale d’EDF Solutions énergétiques) en France (50 000 points) sont mises à disposition à tarif préférentiel aux clients d’EDF dans sa solution Vert Electrique auto, dédiée aux possesseurs de véhicules électriques, en complément de mesures liées à la recharge à domicile.
Le 12 octobre 2020, la ministre de la transition écologique Barbara Pompili présente le programme « Objectif 100 000 bornes » d’ici à fin 2021, qui consiste en un renforcement du programme ADVENIR de financement des bornes de recharge : jusqu’ici limitée à 2 000 €, l’aide pourra désormais aller jusqu’à 9 000 € dans le cas d’une borne à la puissance supérieure à 50 kW. Les coûts de raccordement au réseau seront par ailleurs couverts à hauteur de 75 % jusqu’au 31 décembre 2021. Pour la charge rapide, le gouvernement mobilise une enveloppe de 100 millions d’euros pour accélérer les déploiements sur le réseau routier national.
En février 2021, le gouvernement annonce un plan, doté d'un budget de 100 millions d’euros, pour accélérer l’installation des stations ultrarapides sur autoroutes et voies rapides, promettant que 440 aires de service seront équipées de ces bornes d'ici fin 2022 ; un décret publié le 14 février détaille les subventions accordées : 10 à 30 % des coûts d’installation, avec un bonus de 10 % pour les 150 premiers points de charge, plus prise en charge à hauteur de 75 % des coûts du raccordement au réseau. Le prix d’une borne ultrarapide hors installation s’élève de 50 000 à 100 000 €.
En octobre 2024, le nombre de points publics de recharge dépasse les 150 000  mais seulement 10% d'entre eux offre une puissance supérieure ou égale à 150 kW permettant une recharge à 80% en moins d'une demi-heure .
Toujours en 2024, la France compte une vingtaine de bornes de recharge pour camion électrique.

### Histoire des bornes de recharge en Europe
La directive 2014/94/UE du Parlement européen et du conseil du 22 octobre 2014 sur le déploiement d'une infrastructure pour carburants alternatifs consacre son article 4 et son annexe 2 aux véhicules électriques. Elle définit notamment des connecteurs devant obligatoirement être présents dans un point de recharge pour certains courants continus ou alternatifs sur la base de normes européennes comme EN62196-2 ou EN62196-2.
En 2018, les groupes pétroliers européens amorcent leur diversification vers la fourniture de « carburant » électrique : BP rachète Chargemaster, le plus important réseau de bornes de recharge installé au Royaume-Uni avec plus de 6 500 bornes.
La Commission européenne veut imposer, dès 2025, dans le cadre de son paquet Climat « Fit for 55 », une station ultrarapide tous les 60 kilomètres sur les grands axes. En 2021-2022, de nombreuses sociétés investissent massivement pour implanter des réseaux de recharge rapide sur les grands axes européens : le consortium Ionity lève 700 millions € en novembre 2021, essentiellement auprès du fonds américain BlackRock ; la société néerlandaise Fastned, cotée sur Euronext Amsterdam depuis 2019, lève 150 millions € en 2021 ; une autre jeune pousse néerlandaise, Allego, soutenue par le fonds Meridiam, s'est introduite en Bourse à New York en 2022, y levant 160 millions $ ; la Portugaise Power Dot lève 150 millions € en mai 2022 auprès du fonds spécialisé d'Antin. De grands groupes investissent également : TotalEnergies a engagé plus de 200 millions € pour équiper ses 200 stations tricolores sur autoroutes et voies express, et Engie va installer 186 points de charge sur les aires du réseau Sanef.

### Histoire des bornes de recharge dans le monde
En 2019, la société israélienne ElectReon Wireless réussit la charge d’une Renault Zoe par induction dynamique.
En mars 2022, Siemens présente des bornes de recharges préfabriquées, permettant de réduire les coûts et les délais d'installation.

## Enjeux du déploiement de stations de recharge

### Enjeu pour le développement du véhicule électrique
Un des freins actuels et futur à l'achat de véhicules électriques semble être la disponibilité de points de charge.
L'autonomie des véhicules électriques change considérablement par rapport aux véhicules à moteur thermique et elle varie nettement selon le type de conduite, la vitesse atteinte, le recours à des systèmes annexes (chauffage/climatisation…), etc. Par ailleurs, dans le meilleur des cas, lorsque la batterie du véhicule est compatible avec la charge rapide, celle-ci prend en 2012 au moins 30 min.
Pour ces raisons, les expérimentations telles que SAVE (Seine aval véhicule électrique) en France ont permis de mettre en évidence que les utilisateurs avaient alors tendance initialement à espérer pouvoir charger la voiture chaque fois qu'ils stationnaient, surestimant leurs besoins d'autonomie pour les trajets journaliers.
Une enquête menée en 2018 par Transport & Environment (T&E), ONG qui fédère 58 associations européennes actives dans la défense de l’environnement et la promotion des mobilités « durables », révèle que seulement 5 % des recharges de batteries se font sur des bornes publiques et que le réseau européen compte déjà 1 point de charge pour 5 voitures électriques, soit bien plus que la recommandation européenne d’un pour 10. En Norvège, pays le plus avancé dans l’électrification du parc automobile, la proportion d’usagers de VE utilisant quotidiennement une borne de charge publique était de 10 % en 2014, mais elle a chuté à seulement 2 % en 2017. Moins de 15 % des conducteurs utilisent une borne au moins une fois par semaine. Le principal frein à l’adoption de l’électromobilité par les conducteurs n’est pas le manque de bornes, mais le faible nombre de modèles électriques mis sur le marché par les constructeurs. Selon T&E, l’augmentation de l’autonomie des nouveaux véhicules électriques devrait réduire, au cours des prochaines années, le rythme du développement des réseaux de bornes.

### Enjeux collectifs
Le développement de stations de recharge pose les mêmes questions que le développement du véhicule électrique :
- contraintes techniques et économiques liées au besoin de renforcement éventuel du réseau du gestionnaire public de distribution d'énergie (généralement ERDF), particulièrement si la charge est « accélérée » ou « rapide » ;
- contraintes énergétiques et environnementales liées au type de charge (« normale », « accélérée » ou « rapide ») ;
- contraintes énergétiques et environnementales liées au type de contrat conclu ;
- contraintes énergétiques et environnementales liées au moment de la charge (heures pleines ou heures creuses ?) ;
- écobilan du réseau de rechargement, incluant son empreinte carbone (énergie grise, travaux de pose des câbles et bornes) et sa consommation de matériaux rares ou pour lesquels il existe des tensions sur le marché (cuivre, zinc…) (pour les batteries, les transformateurs, les câbles à tirer, etc.).

En France, le Livre Vert sur les infrastructures de recharge ouvertes au public pour les véhicules « décarbonés » publié par l'État en 2011 recommande de dimensionner un réseau adapté aux besoins, de privilégier des charges intelligentes (modulation du courant fourni en fonction de divers critères, par exemple, énergétiques et environnementaux), de privilégier la charge de nuit sur le lieu de stationnement principal du véhicule (à domicile pour le particulier, sur le lieu de travail pour un véhicule professionnel…). Il n'y a pas de recommandations concernant le type de contrat d'énergie conclu mais des agglomérations comme Paris ou Nice ont fait le choix de contrats incluant des certificats d'énergie verte. L'ensemble de la production étant mixé dans le réseau public, il n'est pas garanti que l'énergie utilisée dans les véhicules soit verte. En revanche, ce type de contrat vise à garantir le fait que l'équivalent de tout ou partie de l'énergie consommée est issu de sources renouvelables. En tout état de cause, puisque l'énergie est mixée, la recommandation du Livre Vert est de privilégier la charge en heures creuses et particulièrement la nuit où dans le cadre du système français actuel, la production d'électricité d'origine nucléaire est excédentaire. Cette recommandation est cohérente avec les retours d'expérience de Strasbourg où lorsque plusieurs possibilités de charge étaient offertes, 90 % d'entre elles se faisaient sur le lieu de stationnement principal. Si les tarifs de charge reflètent les écarts entre une éventuelle charge à domicile ou sur l'espace public, la proportion devrait être conservée, l'installation de stations de recharge nécessitant des investissements et des coûts de fonctionnement difficilement comparables aux coûts d'un abonnement privatif à un fournisseur d'électricité souscrit par ailleurs.

## Différentes solutions sous-tendant la station de recharge

### Solutions «park & charge»

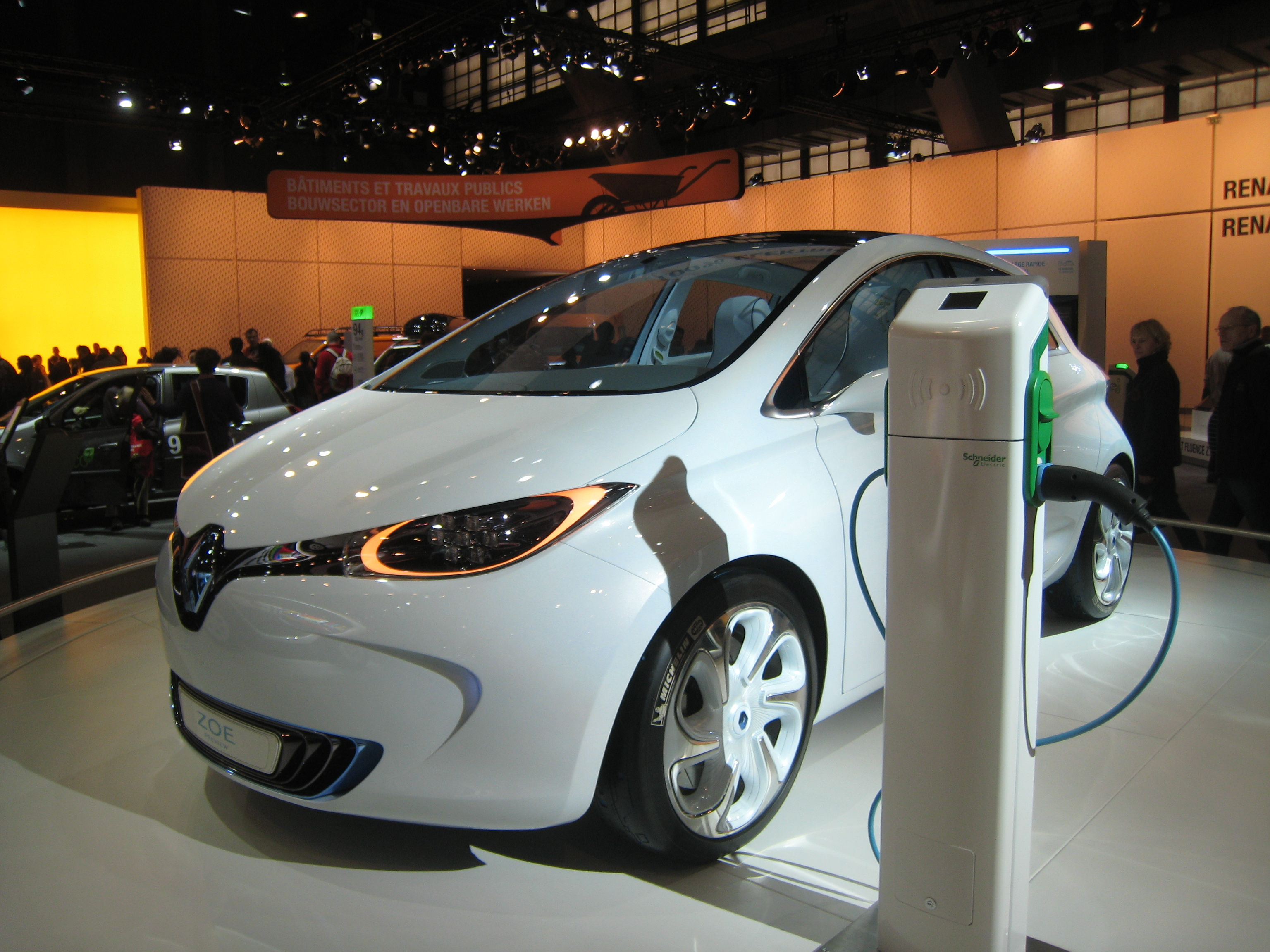
Renault ZOE et borne de recharge parking Schneider Electric de mode « 3 CEI ».

En France, le Livre Vert sur les infrastructures de recharge ouvertes au public pour les véhicules « décarbonés » publié par l'État en 2011 recommande de déployer des stations de recharge sûres et simples d'utilisation, permettant notamment à l'utilisateur de recharger son véhicule au cours de ses déplacements habituels (domicile, lieu de travail, centres commerciaux, parkings, etc.). La plupart des installations hors domicile permet la recharge et le paiement. Il s'agit donc de solutions « park & charge » (« parking et recharge ») à l'occasion d'un stationnement dans ce genre de « station de recharge ».
Ces infrastructures de recharge devront par ailleurs permettre à l'utilisateur de recharger son véhicule au cours de ses déplacements habituels (domicile, lieu de travail, centres commerciaux, parkings, etc.) et non imposer un arrêt spécifique : le principe de la recharge du véhicule électrique est de charger lorsque l'on s'arrête et non pas de s'arrêter pour recharger, à la différence des véhicules thermiques.
Dans le cadre de la logique de « park & charge », les différents types d'infrastructures de rechargement doivent permettre l'adéquation entre la recharge complète du véhicule et les habitudes de l'utilisateur liées au lieu d'arrêt :
- pour les arrêts de longue durée (nuit au domicile, journée sur le lieu de travail), une recharge complète en six à huit heures peut se faire sur une installation domestique ou spécifique[36] ;
- pour les arrêts plus courts, de une à deux heures (parking, centre commercial, stationnement sur la voie publique, pause du déjeuner…) une recharge rapide sur borne spécifique[36] ;
- il restera cependant des cas où l'arrêt s'impose pour recharger (cas d'un long trajet ou d'un usage professionnel intensif, comme les taxis ou certaines flottes de véhicules) : la recharge très rapide, en 15 à 20 minutes est nécessaire[36].

La recharge complète suggère donc, à l'instar d'un véhicule thermique, que le « réservoir » (la batterie dans le cas d'un véhicule électrique) est complètement épuisé. Or, ce cas de figure reste théorique : comme dans un véhicule thermique, le tableau de bord des véhicules électriques avertit le conducteur lorsqu'il a consommé une certaine autonomie.
Dans les cas d'usages réels, le conducteur recharge donc pour récupérer ce qu'il a consommé pour atteindre sa destination. En sachant que la distance moyenne quotidienne est d'une trentaine de kilomètres, une recharge selon le raisonnement « park & charge » ne prend donc pas six à huit heures par exemple pour un trajet pendulaire maison-travail.
Les aménageurs (collectivités, commerces, entreprises, propriétaires de maisons individuelles) ont l'initiative de la mise en place d'une station. Ils font ensuite appel à un installateur et mainteneur (tel que Vinci ou Eiffage), qui se charge de construire la station et ses bornes. On différencie ensuite les « opérateurs d'infrastructure » ou CPO, qui possèdent les stations et les exploitent, des « opérateurs de mobilité » ou EMP (Izivia par EDF, TotalEnergies EV Charge, Freshmile, Chargemap), qui coordonnent les moyens d'accès aux bornes et l'assistance aux utilisateurs. Ces deux derniers interagissent à travers des plateformes dites d'interopérabilité, dont Gireve (Groupement pour l'itinérance des recharges électriques de véhicules) et Hubject, ou encore le protocole OCPI, promu notamment par Freshmile. L'électricité est payée par l'aménageur, et gérée par les réseaux électriques locaux[réf. nécessaire].
La société Wattpark commercialise fin 2020 des bornes de type « Wallbox » à destination des particuliers, collectivités et entreprises qui souhaitent mettre leur borne à disposition du public contre rémunération. D’une puissance allant de 3,7 à 7 kW, elles propose des fonctionnalités allant de la connectivité Bluetooth à une connexion internet qui permet la réservation et le paiement à distance, via une application pour smartphone, ou même un module optionnel permettant le paiement avec un badge d’opérateur de mobilité.

### Solutions reposant sur l'échange de batteries
Des solutions émergent à l'opposé, dans la logique de station-service, avec des systèmes tels que Better Place reposant sur l'échange de batteries préalablement rechargée la nuit (système courant sur les chariots élévateurs utilisés jour et nuit). Un changement de batterie est aussi rapide qu'un plein de carburant. Cette société a conclu un partenariat avec notamment le constructeur Renault et développe un réseau de stations au Danemark, en Australie et en Israël, avant toutefois que la société promotrice de ce système ne doive fermer ses portes.
En janvier 2021, le constructeur chinois de voitures électriques Nio a présenté la nouvelle génération de sa station d’échanges de batteries, dont la capacité quotidienne est triplée : 312 échanges automatiques de packs lithium-ion sont possibles par jour dans ces nouveaux centres ouverts 24/7, soit moins de cinq minutes entre deux véhicules. Nio prévoit que 500 stations d’échanges de batteries devraient être en service en Chine à la fin de 2021, contre environ 170 en janvier.
Au 31/12/2021, la Chine compte 1 298 stations d’échange de batterie, dont 789 ouvertes au grand public (celles de Nio). Les autres opérateurs, qu’il s’agisse de sociétés indépendantes ou de constructeurs, dédient cette offre aux taxis. C’est le cas de Aulton avec ses 402 stations créées en partenariat avec Sinopec.
En janvier 2022, le producteur de batteries chinois CATL présente un nouveau service d’échange de batteries, baptisé « Evogo », ouvert à tous les constructeurs, et qui repose sur le principe de batteries modulaires : le client peut choisir d'échanger un module correspondant à 200 km d'autonomie ou plusieurs modules. Ce système pourrait contribuer à la réduction de la taille des batteries des véhicules, donc de leur poids et de leur coût.
En septembre 2022, le constructeur automobile chinois Nio, qui a ouvert en juin sa millième station d'échange de batteries en Chine, annonce son intention d'installer 1 000 stations d’échange de batteries hors de Chine d’ici à 2025, dont la majorité en Europe. Nio y a déjà installé deux stations en Norvège et a ouvert une usine de production pour ces stations en Hongrie. Le groupe chinois SAIC crée, à la même date, une coentreprise avec CATL, Sinopec et China National Petroleum Corp (CNPC) pour déployer un important réseau d’échange de batteries, qui ouvrira 40 stations avant la fin de 2022, pour atteindre 300 stations fin 2023, et 3 000 en 2025.
En avril 2023, Nio annonce le franchissement du seuil de 20 millions d’échanges de batteries ; ses 1 327 stations en Chine réalisent en moyenne 45 000 échanges par jour.
En juin 2025, CATL lance un vaste plan d’investissement pour déployer sa technologie d’échange de batterie. L'objectif serait d'installer plus de 10 000 stations en trois ans et un réseau final de plus de 30 000 stations. En comparaison, Nio met un peu plus de 3 000 stations à disposition de ses clients. Ce plan ne concernerait pas seulement la Chine, mais aussi l'Europe.

### Solutions par induction

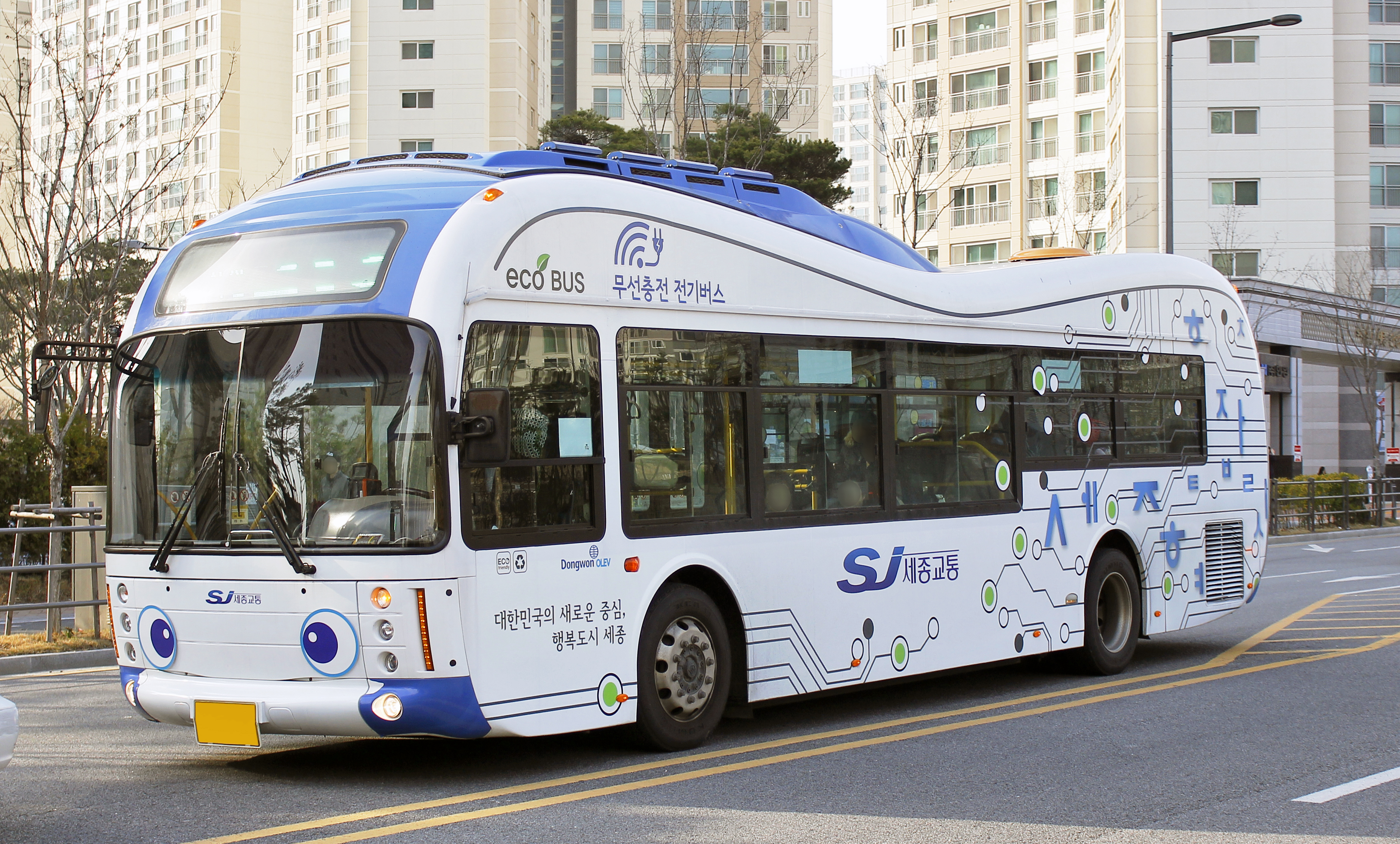
Bus OLEV en service en 2016.

Des voitures et des bus électriques sans batteries (OLEV, pour OnLine electric vehicle) ont été lancés en Corée du sud en 2010. Leur moteur est alimenté par induction à partir d'une « voie magnétique » alimentée par un réseau de câbles enfouis à 30 centimètres sous la surface de la route.
La société américaine Qualcomm a mis au point avec Renault une route prototype qui permet de recharger son automobile en roulant : il suffit d'enfouir sous le bitume sur toute la longueur du trajet des cellules à induction. Chaque batterie de cellules est longue de 25 mètres et se met en marche uniquement lorsqu'un véhicule arrive. Un tel dispositif permettrait de réduire la taille des batteries des voitures électriques. Renault expérimente ce système de charge dynamique par induction sur des Kangoo électriques sur une piste d'essai à Satory, près de Versailles. Cette expérimentation s'inscrit dans le projet FABRIC, en partie financé par l’Union Européenne, destiné à évaluer la faisabilité technologique et la viabilité économique d’un système de charge par induction dynamique pour les véhicules électriques. Lancé début 2014 et courant jusqu’à décembre 2017, le projet FABRIC compte 25 partenaires issus de neuf pays européens.
BMW lance en mai 2018 son système de charge par induction pour la BMW 530e hybride rechargeable ; ce système nécessite deux plaques : la première installée sous la voiture et la seconde directement fixée au sol et raccordée au réseau électrique, qui doivent être alignées pour déclencher l'induction ; le rendement serait de 85 %.
La compagnie israélienne ElectReon Wireless a réussi en 2019 la charge d’une Renault Zoe par induction dynamique. Sa technique sera testée sur une portion de route de 1,6 km qui relie le centre-ville de Visby à son aéroport, sur la côte ouest de l’île de Gotland. Le marché visé en priorité est celui des lignes régulières de bus.
Le spécialiste des travaux routiers Eurovia, filiale de Vinci construction, et la start-up israélienne ElectReon signent en octobre 2020 un protocole d’accord pour la construction de routes de recharge à induction en France, Allemagne et Belgique ; leur offre s'adresse aux opérateurs de flottes et de réseaux. Un chargeur spécifique doit être installé à bord des véhicules. La puissance de recharge sera élevée : 45 kW lors des premiers tests avec un camion électrique, avec un objectif annoncé de 125 kW sur autoroute. Le fournisseur d'électricité allemand EnBW testera à partir du début de 2021 un tronçon pilote de 100 mètres de route à induction d'ElectrReon au sein de son centre de formation, proche de la ville de Karlsruhe ; ensuite, une portion de 600 mètres sera ajoutée sur la route vers la ville et sera utilisée pour la recharge des bus municipaux.
Depuis 2019, l’exploitant des lignes de bus de Tel-Aviv, Dan Bus Company, exploite une ligne urbaine de 2 km comportant 600 mètres de voie permettant la recharge sans fil en roulant, et signe en octobre 2021 avec ElectReon un accord pour mettre en place des zones de recharge par induction lorsque les bus sont à l’arrêt ; cet accord concerne 200 bus.
Des chercheurs de l’université de Chalmers, en Suède, annoncent en 2023 avoir développé une technique d’induction qui atteint une haute efficience (seulement 1 à 2 % de pertes) et une charge pouvant atteindre 500 kW de puissance. Elle serait destinée à la recharge de camions ou de ferries.

### Solutions par volants d'inertie
La startup israélienne Chakratec a développé une technique de recharge ultrarapide alimentée par des volants d’inertie ; elle permet de recharger la batterie d’un véhicule électrique avec une puissance de charge supérieure à celle que peut fournir le réseau, ce qui permet d’éviter les coûts importants d’un renforcement du réseau pour alimenter une borne de recharge ultrarapide de forte puissance. Un volant d’inertie est constitué d’une roue dont la masse est progressivement accélérée, par exemple par un moteur électrique. Par rapport à un stockage par batterie chimique, l’avantage d’un volant d’inertie est qu’il permet de réaliser environ 200 000 cycles de charge et de décharge rapide sans perte de capacité, ce qui correspond à une durée de vie d’environ 20 ans. De plus, cette technique de stockage est très « écologique » car elle ne nécessite pas l’utilisation de ressources stratégiques comme le cobalt ou le lithium. Une première borne de ce type, d’une puissance de 100 kW, est installée à Prague.

### Solutions par rail d'alimentation
Le projet eRoadArlanda, en test en Suède, est un système de recharge des véhicules électriques roulants au moyen d'un rail d’alimentation sur voie publique ; un bras articulé situé sous le véhicule capte l’énergie du rail placé au milieu de la voie. Le rail est mis sous tension sur de courtes sections, uniquement sur la zone où le véhicule est en contact. Cette technique d’alimentation par le sol est similaire à celle déjà éprouvée sur les réseaux de tramways de plusieurs villes en France. Le coût du système est estimé à 380 000 euros le kilomètre.
Un groupe de travail piloté par le ministère de la Transition écologique français a rendu en juillet 2021 un rapport sur le système de route électrique, qui selon lui « présente un excellent rendement énergétique, une alimentation continue qui ne dégrade pas les conditions d’exploitation des camions et une diminution significative de la taille des batteries des poids lourds faisant de longs trajets et peut très fortement réduire le besoin en bornes de recharge ». Parmi les trois solutions de route électrique, celle avec caténaire est la plus avancée techniquement, mais plusieurs points restent à valider, dont l’acceptation citoyenne des caténaires tout le long des autoroutes. La solution par rail, très avancée aussi, permettrait, de plus, l’alimentation des véhicules légers et donc la réduction de la taille de leurs batteries, critique en ce qui concerne leur coût et la consommation de matières premières. Quant à la solution à induction, également plus universelle, il reste à démontrer qu’elle soit capable d’atteindre le niveau de puissance de recharge nécessaire.

### Solutions de secours à la demande
Le service E-Gap propose un service de recharge itinérant à destination des voitures électriques : un véhicule doté de batteries de grande capacité vient sur demande recharger le véhicule du demandeur ; la recharge peut atteindre 80 % en 30 minutes dans le meilleur des cas. Ce service sera proposé à Milan fin 2018, puis à Paris, Rome, Madrid, Amsterdam, Berlin, Londres et Moscou en 2019.

### Chargeur mobile
Une solution de recharge mobile est un chargeur capable d’assurer le processus de charge sans intervention humaine ; une fois l’énergie transférée dans la voiture, il retourne à sa station d’accueil pour être rechargé. Ce type de chargeur autonome permet d'améliorer le taux d'utilisation des bornes de recharge de véhicules électriques et d'adapter plus facilement le chargeur aux besoins d'un gestionnaire de parking.
Les verrous techniques à lever pour de telles solutions de recharge sont liés à :
- la diversité de positionnements et de systèmes de verrouillage des prises de recharges sur les véhicules ;
- la nécessité de développer une gestion optimale de l'énergie embarquée dans le robot ;
- la diversité d'environnements dans lesquels le robot va se déplacer de manière autonome[61].

Volkswagen, Tesla, EP-tender et Mob-Energy sont quelques d'entreprises travaillant sur ce type de solution de recharge,,.

## Forme de l'infrastructure

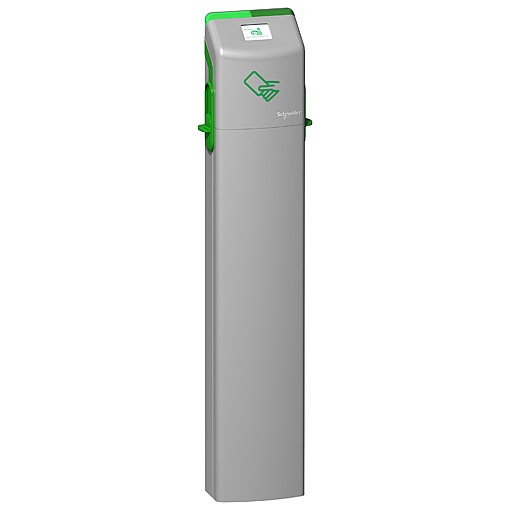
Solution de recharge « Parking » de Schneider Electric.

L'infrastructure intégrant le point de charge peut prendre plusieurs formes : borne sur pied, coffret mural, voire intégration dans d'autres mobiliers urbains de type horodateur ou éclairage public. Cependant, en raison des contraintes de sécurité liées à la puissance de charge, de la nécessité de disposer d'une charge intelligente afin de garantir le caractère « soutenable » du véhicule électrique et, en cas de facturation de la charge, du recours nécessaire à un système de paiement direct ou d'identification par support sans contact (de type RFID), les points de charge sont généralement des mobiliers spécifiques accompagnés, la plupart du temps, d'armoires électriques.
Par ailleurs, des solutions ont été développées pour intégrer les points de charge aux garages résidentiels, aux parkings d’immeubles résidentiels publics ou privés, aux parkings d’entreprises privées, aux parking payants couverts ou extérieurs, aux parkings de centres commerciaux, aux parkings pour flottes de véhicules (poste, taxis, ambulance, etc.).

## Fonctionnement de la recharge

### Puissance et vitesse de recharge
Différentes puissances de recharge sont possibles pour les voitures électriques actuelles. La charge normale est accessible à tous les véhicules. Certains disposent cependant de batteries et d'équipements qui permettent des charges dites « accélérées », voire « rapides ».
Pour la charge normale (3 kW), les constructeurs automobiles ont intégré un chargeur de batterie à la voiture. Un câble de recharge permet de le brancher sur le réseau électrique pour l'alimenter en courant alternatif 230 volts. Pour la charge plus rapide (22 kW, voire 43 kW et plus), les constructeurs ont retenu deux solutions :
- utiliser le chargeur intégré au véhicule, dont la conception permet de charger de 3 à 43 kW en 230 V monophasé ou 400 V triphasé ;
- utiliser un chargeur externe, qui assure la conversion alternatif/continu et charge le véhicule à 50 kW.

Depuis 2023, de nouveaux systèmes prévoient l'utilisation d'une tension de 800 volts.

#### Recharge «standard» ou «normale»

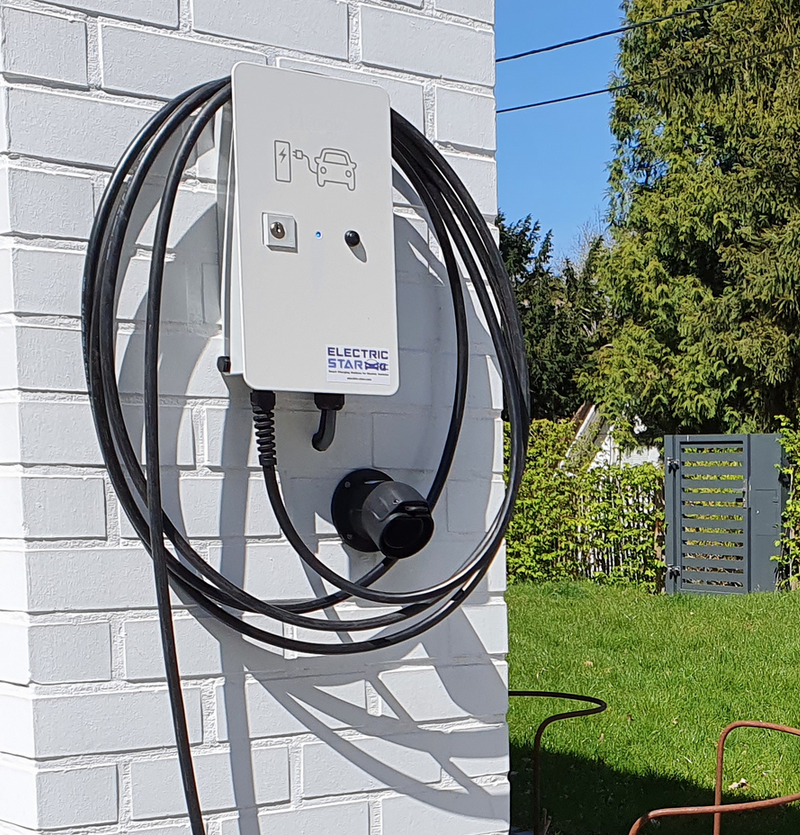
Borne murale « wall box » à domicile.

La recharge « standard » ou « normale », d'une puissance de 3 kVA, est celle que l'État français recommande de privilégier pour recharger entièrement ou en partie la batterie de son véhicule électrique. Selon les modèles, elle peut s'effectuer généralement en 6 à 8 heures. Elle est donc parfaitement adaptée aux longues pauses (nuit au domicile, journée sur le lieu de travail) et pour compléter le niveau de charge de sa batterie.
La charge standard est disponible à la maison avec une borne de recharge murale (« wall box ») installée par un électricien agréé et après vérification préalable de l'installation électrique. C'est la charge théorique qu'on pourrait obtenir chez soi selon les normes européennes (230V / 16A) d'équipement électrique de base. On la retrouve donc aussi sur les places de stationnement de longues durées, dans les immeubles de copropriété, dans certaines entreprises (sur leur parking, pour que les employés puissent y accéder pendant leur journée de travail)… Cependant, dans le cadre du Livre Vert sur les infrastructures de recharge ouvertes au public pour les véhicules « décarbonés » publié par l'État en 2011, le Gimélec recommande une installation murale ne reposant pas sur la prise classique qui présenterait des risques d'échauffement en utilisation fréquente et intensive et ne permet pas la communication avec le réseau, empêchant, de fait, la mise en place de la gestion « intelligente » de la charge, garante du caractère « soutenable » du système.
Tous les véhicules électriques disponibles sur le marché français permettent la charge normale.

#### Recharge accélérée
Dans le cadre du Livre Vert, un seuil de charge accélérée à 22 kVA a été proposé. Il correspond peu ou prou à la limite que peut fournir le standard de prise « type 3 » situé du côté de l'infrastructure lorsque le câble n'est pas attaché. Lorsque le véhicule est compatible, il peut ainsi recharger environ 80 % de sa batterie en une heure, tout en laissant la possibilité, à d'autres occasions, aux véhicules compatibles uniquement avec la charge « standard » ou « normale » d'utiliser le même point de charge.
La recommandation est de privilégier la recharge accélérée en tant que solution de confort ou d'appoint. Elle a vocation à se trouver principalement dans les stations de recharge des supermarchés, les parkings souterrains et autres lieux où le stationnement peut durer plusieurs dizaines de minutes. La tarification appliquée à cette charge devrait être adaptée afin de répercuter ses impacts techniques, économiques et énergétiques.
La charge accélérée n'est permise en France que pour les véhicules équipés d'une prise « type 2 ». Cette prise, adoptée côté véhicule par plusieurs associations, notamment l'ACEA permet à la fois la charge normale, accélérée et rapide en courant alternatif monophasé et triphasé.

#### Recharge rapide
La recharge rapide est une solution de confort, qui s'avère utile dans le cadre de déplacements non-anticipés des utilisateurs de véhicules électriques. Il s'agit de pouvoir disposer en quelques minutes d'une autonomie de batterie nécessaire pour un trajet spécifique. La recharge se fait soit via un accès gratuit ou payant (en fonction du choix du superviseur de la borne). Cette infrastructure, qui reste un peu plus onéreuse que la recharge « normale », permet d'envisager l'utilisation d'un véhicule électrique pour de longues distances. Il existe d'ailleurs des programmes de développement de réseaux de bornes charge rapide en Europe visant à rendre cette infrastructure la plus accessible possible. Plusieurs véhicules électriques sont déjà compatibles avec la charge rapide. Des cartes de déploiement des bornes de charge rapide sont également disponibles pour les conducteurs européens,.
Il existe aujourd'hui trois standards pour la recharge rapide (par ordre décroissant de puissance):
- en courant continu (DC) au standard Combined Charging System (CCS) définie dans la norme CEI 62196-3[76], puissance de recharge jusqu'à 170 kW (850 V / 200 A) (350 kW à partir de 2017).
- en courant continu (DC) au standard CHAdeMO, puissance de recharge de 50 kW (500 V / 100 A)
- en courant alternatif (AC), puissance de recharge de 43 kW (400 V / 63 A)

À titre d'exemple, la recharge en courant continu « CHAdeMO », référencée comme le mode « 3 CEI », permet de réduire le temps de charge de la Nissan Leaf ou du Mitsubishi Outlander PHEV à 80 % de la capacité de sa batterie à moins de 30 minutes.
Pour la recharge rapide à 43 kVA en courant alternatif triphasé, une prise « type 2 » est nécessaire côté véhicule. Cette prise permet également les charges normales et accélérées décrites précédemment. La Renault ZOE équipée du moteur Q90 est notamment compatible charge rapide en 43 kW-AC.
Les charges rapides au format CCS et « CHAdeMO » possèdent l'avantage de reposer sur une charge à plus de 50 kVA en courant continu. Mais le format « CHAdeMO » impose un deuxième type de prise « type 4 » (ou « Yazaki » du nom du constructeur), alors que le format CCS permet sur une seule et même prise côté véhicule, de brancher à la fois un pistolet de charge « type 2 » pour la charge lente et accélérée AC (mono ou triphasé jusqu'à 22kW), et un pistolet CCS (« Combo EU ») pour la charge rapide en courant continu (jusqu'à 170 kW).
L'Union Européenne a la volonté d'imposer le standard CCS en Europe d'ici à 2018. Les superchargeurs Tesla installés en Europe suivent ce dernier standard. Cependant en 2018, à part les vehicules Tesla, peu de motorisations hybrides ou électriques semblaient pouvoir en bénéficier. En 2014 et 2015, la majorité des nouveaux points de charge rapide en Europe sont en CCS (plus de 1000 nouvelles stations en 16 mois). Cependant le standard de recharge CHAdeMO reste le plus courant en Europe avec plus de 6 600 points de recharge début 2018.
En France, la législation impose que tout nouveau point de recharge public soit en tri-standard avec donc du CHAdeMO et du combo CCS.
Les deux standards perdureront, mais leur distribution géographique sera calquée sur celle des différents standards électriques, à savoir nord-américains, européens, et asiatiques.
Les normes de recharge rapide (Combo (CCS) et Chademo), se livrent à une course à la plus grosse puissance : la Chademo Association annonce en mars 2018 qu'elle prépare son passage de 50 kW à 400 kW pour contrer les 350 kW du standard européen Combo. Chademo annonce une croissance de 50 % du nombre de ses chargeurs en Europe entre 2016 et 2017 (6060 bornes) et de 30 % dans le Monde (17 700 bornes) ; mais un nombre croissant de constructeurs automobiles vont devoir opter pour le connecteur Combo imposé par l’Union européenne. La vague pourrait même emporter Nissan, traditionnellement attaché au standard japonais.

#### Recharge MCS
Le MCS (en anglais : Megawatt Charging System est un système de recharge d'un méga-watt pour poids-lourds. La charge minimale des bornes pour poids-lourds est de 350 kW tous les 120 kilomètres.

### Modes de recharge

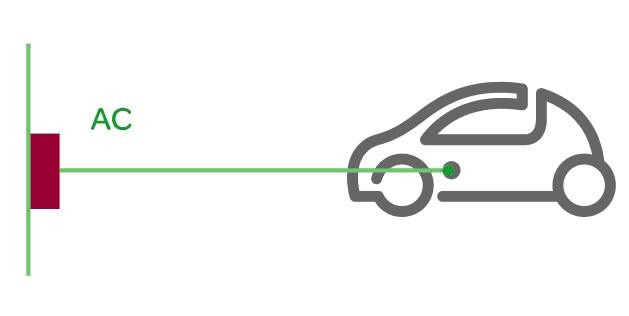
Mode 1 : Prise fixe non dédiée.

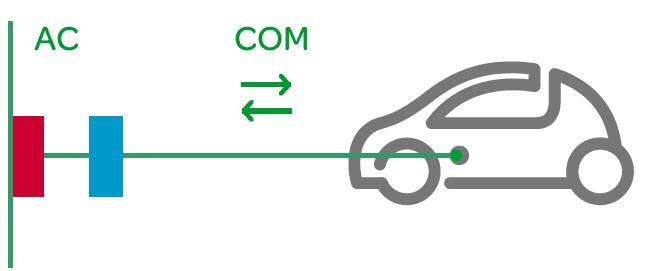
Mode 2 : Prise non dédiée avec dispositif de protection incorporé au câble.

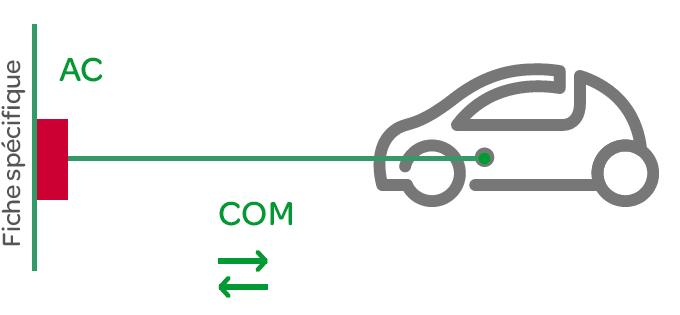
Mode 3 : Prise fixe sur circuit dédié.

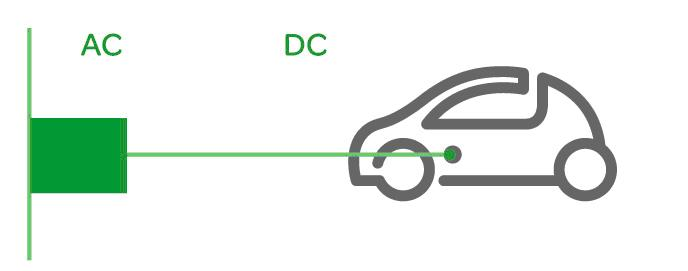
Mode 4 : Connexion CC.

La capacité des batteries d'un véhicule tout électrique est de l'ordre de 30 à 100 kWh, lui assurant une autonomie de 100 à 500 kilomètres ; les véhicules hybrides rechargeables ont eux une capacité d'ordre de 8-12 kWh, pour une autonomie électrique de 20 à 40 kilomètres (le moteur thermique assurant lui l'autonomie d'un véhicule classique).
Cette autonomie parait encore limitée par rapport aux véhicules fonctionnant aux hydrocarbures ou équivalents. En effet, la possession d'un véhicule multi-usages est courante : une voiture est souvent achetée comme le véhicule principal et dimensionnée pour les cas extrêmes tels que sorties familiales, vacances… Même si les sorties dépassant l'autonomie restent occasionnelles, l'autonomie et le temps de chargement imposent de repenser la relation avec l'alimentation en énergie de son véhicule. En pratique, il est probable que le conducteur rechargera son véhicule dès qu'une occasion pratique de le faire se présentera. Le rapport à la recharge ne sera donc pas celui de la station-service où on se gare pour se recharger mais une logique de « park & charge » où se recharge à l'occasion d'un stationnement (travail, sorties, courses, démarches…).
La recharge d'un véhicule électrique apparaîtra à son utilisateur aussi simple que de brancher un appareil électrique habituel ; mais pour assurer que cette opération se passe en toute sécurité, le système de recharge doit assurer plusieurs fonctions de mises en sécurité et dialoguer avec le véhicule pendant la connexion et la recharge.
Les modes de recharge pour véhicule électrique, :
- Mode 1 : prise fixe non dédiée : Branchement du véhicule électrique au réseau principal de distribution en courant alternatif par le biais de socles de prise de courant normalisés (intensité standard : 10 A) présents côté alimentation, monophasés ou triphasés, avec conducteurs de terre d'alimentation et de protection. Non préconisé pour la charge des voitures.
- Mode 2 : prise non dédiée avec dispositif de protection incorporé au câble : Branchement du véhicule électrique au réseau principal de distribution en courant alternatif par le biais de socles de prise de courant normalisés, monophasés ou triphasés, avec conducteurs de terre d'alimentation et de protection et fonction pilote de contrôle entre le véhicule électrique et la fiche ou le coffret de contrôle incorporée au câble. Prise 2P+T dédiée (3,2 kW / 8 A) ou non dédiée (1,8 kW / 8 A maxi) ; pour charge lente occasionnelle.
- Mode 3 : prise fixe sur circuit dédié : Branchement direct du véhicule électrique au réseau principal de distribution en courant alternatif avec une fiche spécifique et un circuit dédié ; fonction de contrôle et de protection installée de façon permanente dans l'installation. Borne de charge (3,7 kW / 16A maxi en monophasé ; 22 kW / 32 A maxi en triphasé) ; charge normale à accélérée quotidienne (solution mise en avant par le livre vert).
- Mode 4 : connexion en courant continu : Branchement indirect du véhicule électrique au réseau principal de distribution en courant alternatif par le biais d'un chargeur externe. Fonction de contrôle, de protection et le câble de recharge du véhicule installé de façon permanente dans l'installation. Station de charge (50 kW / 120 A) ; charge rapide occasionnelle.

Une borne de recharge relativement peu onéreuse délivre 3,3 kW (240 V à 14 A) et nécessite plusieurs heures pour achever la recharge du véhicule électrique. La Nissan LEAF, par exemple, avec sa batterie de 24 kWh a besoin d’environ 8 heures pour se charger entièrement avec cette solution.

### Temps de recharge
La réduction du temps de recharge devient un élément crucial dans la concurrence entre les constructeurs automobiles. En 2023, Tesla, Kia, Hyundai et Ford mettent en avant une recharge de 15 minutes. Matthias Schmidt souligne que « plus la charge est rapide, moins on a besoin de doter le véhicule d'un pack de batterie imposant, et si les batteries sont plus modestes, cela réduit le prix du véhicule, un facteur clé dans l'entrée de gamme ». En 2022, le prix moyen d'une batterie était de 138 $/kWh, selon Bloomberg NEF.
Le temps de recharge d’une voiture électrique dépend de plusieurs facteurs : le modèle du véhicule, la capacité de sa batterie, la puissance de la borne de recharge utilisée (la puissance de charge varie de 2,3 à 250 kW selon qu’il s’agit d’une prise domestique renforcée, d’une wallbox, d’une borne de recharge publique rapide ou de très forte puissance) et l’état de charge de la batterie. Le temps de charge peut ainsi varier de 15 minutes à plusieurs heures :
L'autonomie gagnée est estimée pour une consommation moyenne de 15 kWh/100 km.
| Durée de recharge | Alimentation               | Tension     | Courant max | Vitesse de charge km/h | Autonomie gagnée | Remarques EDF et données pour une recharge totale de la batterie |
| ----------------- | -------------------------- | ----------- | ----------- | ---------------------- | ---------------- | --- |
| 10-15 h           | Monophasé 2,3 kVA          | 230 V       | 10 à 14 A   | 15                     | 150-230km        | Au domicile pour les particuliers avec une prise « renforcée » spécifique pour véhicule électrique. À 14 A, le temps de charge d’une voiture électrique équipée d'une batterie de 50 kWh (nouvelle Zoé, i208) sera de 15 heures pour une charge complète. Il est préférable de charger sa voiture la nuit pour profiter des heures où l’électricité est moins chère. |
| 6-8 h             | Monophasé 3,7 kVA          | 230 V       | 16 A        | 25                     | 150-200km        | Au domicile des particuliers avec wallbox et dans les zones de stationnement dédiées pour les véhicules professionnels. Une wallbox de 7,4 kW permet de diviser par deux le temps de charge de la voiture électrique, pour atteindre quatre heures (pour une batterie de 22 kWh) ou sept heures (pour 50 kWh). Certaines wallbox peuvent être connectées à la sortie TIC (Télé-Info Client) du compteur Linky, ce qui permet de bénéficier automatiquement de la charge en heures creuses et de la limitation en temps réel du courant de charge de la voiture, de façon à ne pas dépasser la puissance souscrite pour le domicile. |
| 2-3 h             | Triphasé 11 kVA            | 400 V       | 16 A        | 73                     | 150-220km        | |
| 1-2 h             | Triphasé - 22 kVA          | 400 V       | 16 ou 32A   | 150                    | 150-300km        | Dans les parkings publics ou ceux des centres commerciaux. La charge à 22 kW, dite charge « accélérée », n’est compatible qu’avec certaines voitures, comme la Zoé (charge complète en 1 ou 2 heures) ou les modèles Tesla (charge en 4 ou 5 heures). |
| 20 min            | Continu - 50 kVA à 350 kVA | 400 500 VDC | 100 à 125A  | 300-2300               | 100-500km        | Bornes rapides des autoroutes ou des stations de forte puissance. Pour les voitures exploitant pleinement ces puissances de charge, il faut compter un temps de recharge d’environ 20 minutes pour recharger une batterie vide à 80 % de sa capacité. Au-delà, le courant de charge chute rapidement, et il faut ensuite compter 30 minutes supplémentaires pour atteindre les 20 % restants, ce qui n’est pas très intéressant ni encouragé sur ce type de station de charge. |

Le site « Je roule en électrique » de l'Avere France et du ministère de la Transition écologique met à disposition un simulateur de temps de recharge permettant de calculer, pour chaque modèle de voiture électrique, le temps de recharge en fonction du type de borne. Par exemple pour une Renault Zoé, la durée du rechargement peut varier de 10 h (sur prise domestique à 1,8 kW) à moins d'une demi-heure sur une borne de recharge rapide à 40 kW ; pour une Tesla Model 3, le temps de recharge peut descendre à 11 min sur une borne à 250 kW.
La recharge ralentit sur les derniers kilowattheures. Aussi les constructeurs indiquent-ils, par exemple, une recharge « à 80 % » en 30 minutes parce que les 20 derniers pourcents demandent presque autant de temps que les 80 premiers.
En 2019, Tesla et Porsche mettent au point un système de recharge rapide permettant de recharger entièrement la batterie d'une voiture en cinq minutes. Selon les deux entreprises, un tel temps de recharge demanderait une puissance électrique importante, de l'ordre de 600 kW. Toshiba annonce pour 2019 une nouvelle génération de batteries utilisant des anodes à base d'oxyde de niobium-titane, qui accroît la densité énergétique des batteries tout en affichant de meilleures performances en matière de charge, soit une durée trois fois plus courte que les actuelles batteries lithium-ion ; elles permettront de récupérer 320 km d'autonomie après seulement six minutes de charge ; la durée de vie des cellules sera accrue : elles conserveront 90 % de leur capacité initiale après 5 000 cycles de charge-décharge. Un ingénieur chimiste retraité, Pierre Allemand, estime qu'il sera impossible dans la pratique de descendre en dessous de 10 minutes de charge pour une autonomie de 300 à 400 km.

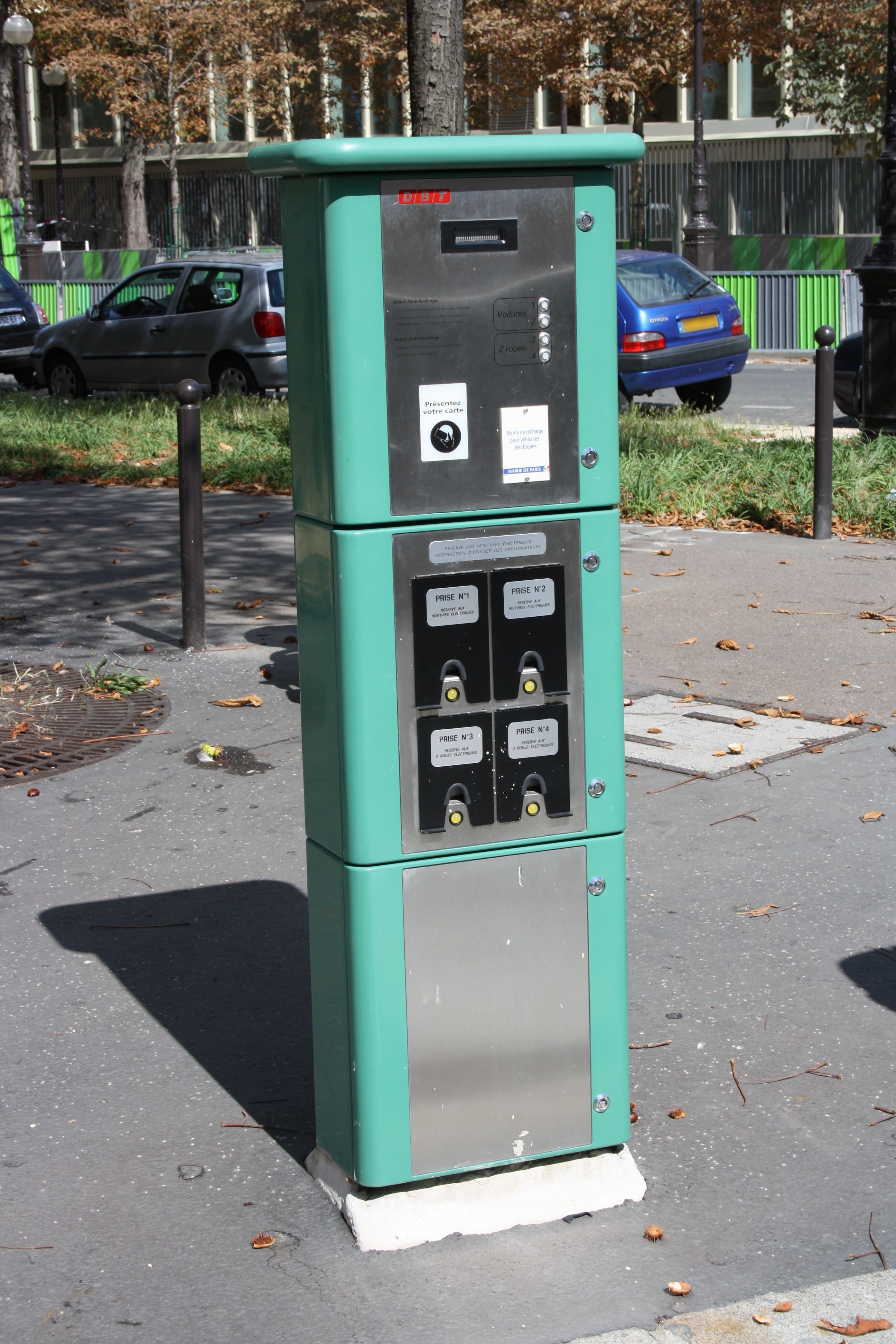
Une borne de recharge électrique à Paris.

La meilleure façon de recharger un véhicule est de le brancher chaque soir, en revenant sur son lieu de stationnement de nuit, à une borne conçue pour que cette recharge commence pendant les « heures creuses ». En effet, la plupart des trajets journaliers ne dépasse pas quelques dizaines de kilomètres, et ces besoins de déplacement seront couverts à un prix réduit en une à deux heures pendant la nuit.
Selon le Livre vert sur les infrastructures de recharge publié en 2011, « le déploiement des véhicules électriques et des infrastructures de recharge associées visent à répondre à plusieurs enjeux, notamment la division par quatre de gaz à effet de serre à l'horizon 2050, par rapport à leur niveau en 1990 ». Ceci implique :
- d'utiliser pour alimenter les véhicules électriques des ressources énergétiques peu ou pas émettrices de gaz à effet de serre, ce qui implique un juste calibrage de l'installation de bornes de recharge rapide ou accélérée et des incitations tarifaires pour favoriser une recharge standard à 3 kW pendant les heures creuses ;
- d'assurer la compatibilité du déploiement de l’infrastructure de recharge avec les contraintes de gestion et de pilotage des réseaux de distribution d’électricité, donc de faire un bilan de l'état du réseau électrique avant d'installer une station de recharge pour véhicules électriques.

### Plug & charge
La fonction plug & charge permet de recharger en un seul geste : il suffit de brancher son véhicule à la borne pour démarrer la recharge, sans avoir besoin de  s’identifier au moyen d’une carte d’accès spécifique ou utiliser son smartphone. L’utilisateur est identifié et éventuellement facturé de façon automatique via le câble ; le dialogue borne-véhicule est encadré par la norme ISO 15118. Jusqu'à octobre 2021, seul Tesla mettait cette fonction à disposition sur son réseau de « superchargeurs ». En octobre 2021, le réseau de recharge ultrarapide européen Ionity annonce le lancement de cette fonctionnalité, qui sera initialement disponible pour la Porsche Taycan, la Ford Mach E et la Mercedes EQS.

### Association stockage-recharge
Afin de concilier les besoins de recharge rapide avec les impératifs de stabilité du réseau électrique, l'association d'une installation de stockage avec la borne de recharge permet de lisser le soutirage sur le réseau. Ainsi, la société NW Groupe commercialise des installations « IE Charge » offrant jusqu'à 320 kW de puissance, permettant de récupérer 300 km d'autonomie électrique en dix minutes, à un prix d'environ 30 c€/kWh, avec une unité de stockage « Jbox » de 1 MWh. 130 de ces installations ont déjà été posées et l'objectif est d'atteindre 700 installations en 2025.
Les bornes de recharge rapide dépendent fortement du réseau électrique où elles sont implantées, ce qui explique certaines zones blanches quand le réseau n’est pas à même de supporter les sollicitations nécessaires. Volkswagen et Shell s'associent en mai 2023 pour tester une nouveau type de station baptisée Flexpole à Göttingen, en Allemagne. Créé par Elli, la société d’infrastructure de véhicules électriques de Volkswagen, Flexpole ajoute un système de stockage par batterie à chaque station de recharge, ce qui lui permet d’être connectée à un réseau basse tension, mais de fournir tout de même une puissance de charge allant jusqu’à 150 kW. Ce concept est déjà utilisé par Shell aux Pays-Bas avec Alfen et par XCharge en France. Il permet d'installer rapidement des bornes de recharge rapide presque n’importe où sans gros travaux de construction.

## Normes et standards

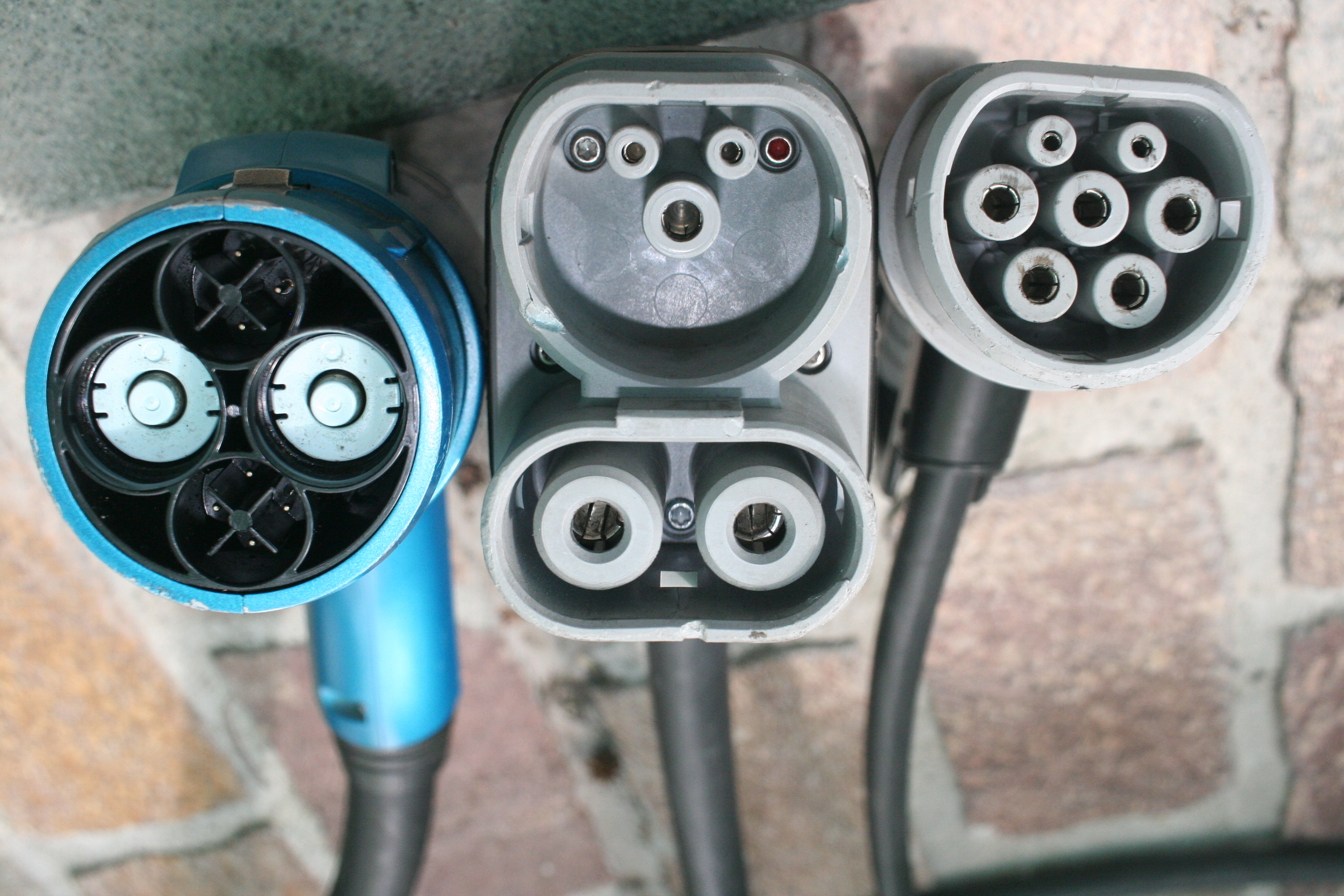
Connectiques pour la recharge: CEI Type 4/ CHAdeMO (gauche); CCS Combo 2 (centre); CEI Type 2 (droite).

Au regard des impératifs de sécurité et des contraintes d’utilisation, le dispositif de recharge des véhicules électriques doit être conçu selon un standard spécifique au véhicule électrique afin de garantir pleinement la sécurité des biens et des personnes.
Le circuit de recharge dédié imposé dans le « Mode 3 » et défini dans la proposition de norme CEI 61851-1, « Electric vehicle conductive charging system » ou « Système de charge conductive pour véhicules électriques », permet de garantir une sécurité maximale des utilisateurs lors de la recharge de leur véhicule électrique.
Il permet par ailleurs d’ajuster la puissance de recharge en cas de demande du fournisseur d’énergie (réseau électrique intelligent / demande-réponse) et il impose de plus un circuit de recharge spécifique et dédié.
Un contrôleur de recharge, côté infrastructure, vérifie les éléments suivants avant d’enclencher la recharge :
- vérification que le véhicule est bien connecté au système ;
- vérification que la masse du véhicule est bien reliée au circuit de protection de l’installation ;
- vérification de la cohérence des puissances entre le câble, le véhicule et le circuit de recharge ;
- détermination de la puissance maximale de recharge qui sera allouée au véhicule.

L’ensemble de ces vérifications et de la communication se fait au travers d’une communication sur fil spécifique, dit « fil Pilote ».
Il est donc impératif que la connectique des prises et socles de prises côté infrastructure soit dotée de deux fils / broches additionnels – dits fils pilotes.
Cependant les prises de courant à usage domestique ne comportent pas ces deux fils/broches additionnels nécessaires au fonctionnement du contrôleur de recharge.
La norme en cours de préparation CEI 62196-2, « Prises et socles de prises pour véhicules électriques à recharge conductive », définit une gamme de prises pouvant être utilisées pour les recharges via le Mode 3. Elles comportent de base les deux fils/broches Pilotes.
Un standard européen a été décidé en 2014 par la Commission européenne.
La norme ISO 15118 définit des protocoles de communication numérique entre le véhicule électrique et le point de recharge.
La communication entre la borne électrique et le réseau d'électricité, telle que Open Charge Point Protocole doit être normalisée dans la norme IEC 63 110 en développement.

## Règlementation et législations

### Législation européenne
Dans les pays de l'Union européenne de l'Espace économique européen et au Royaume-Uni, le premier texte sur les stations de recharge est la directive 2014/94/UE du 22 octobre 2014 « sur le déploiement d'une infrastructure pour carburants alternatifs ». Il définit et encadre les concepts de « point de recharge » et de « point de recharge ou de ravitaillement ouvert au public ». Son article 1er confie aux États membres la responsabilité de développer ces réseaux, chaque État devant publier le nombre de points de recharge ouverts au public et soutenir le déploiement de points de recharge non ouverts au public. Chaque États doit publier (tous les trois ans depuis novembre 2019) ses avancées, et pour la Commission européenne à partir de novembre 2020.
En 2018, le Parlement européen, dans une résolution 2018/2023(INI) du 25 octobre 2018, juge cette directive 2014/94/U inefficace car les pays de l'UE de déploient pas leur infrastructure de recharge à la même vitesse. Il invite la Commission à réviser cette directive.
En mars 2023, le Parlement européen et les États membres entérinent un Accord sur les infrastructures de recharge dit « Afir » : avant 2025, les pays devront installer des bornes de recharge rapide en nombre suffisant tous les 60 km le long des principales autoroutes européennes, et avant 2030, tous les 100 km sur les axes de moindre importance. Une station de recharge d'hydrogène, utilisée surtout par les poids lourds, devra être installée dans tous les centres urbains et tous les 200 km le long des principaux axes routiers européens. Pour chaque immatriculation, une capacité de recharge de 1,3 kW devra être installée, soit l'équivalent d'une borne pour 20 véhicules mis sur les routes. Les gérants des stations de recharge devront accepter des moyens de paiements ouverts, comme les cartes bancaires, et faire preuve d'une plus grande transparence des prix. Harmoniser cette tarification sera difficile car certains territoires proposent encore une vingtaine de formules de tarification différentes sur cent kilomètres. L'Europe va progressivement converger vers la tarification au kilowattheure. Dans les années 2020, les opérateurs de bornes de recharge sont en difficulté du fait de la crise de l'énergie. La plateforme d'interopérabilité Gireve, en regroupant 200 opérateurs européens de mobilité et 800 opérateurs de réseaux de bornes, devrait faciliter les accords contractuels entre les opérateurs de réseaux de bornes pour assurer l'interopérabilité des bornes et des véhicules. En juin 2023, Tesla rejoint Gireve et passe un accord avec l'opérateur français Chargemap pour ouvrir l'accès à son réseau de Superchargeurs aux abonnés de l'opérateur ; d'autres partenariats sont attendus avec des opérateurs d'autres pays européens.

Le règlement (UE) 2023/1804 du Parlement européen et du Conseil du 13 septembre 2023 sur le déploiement d’une infrastructure pour carburants alternatifs abroge la directive 2014/94/UE. Il permet le paiement par carte bancaire depuis avril 2024 sur les nouvelles bornes. 

« Aux points de recharge ouverts au public déployés à partir du 13 avril 2024, une recharge à l’acte est possible au moyen d’un instrument de paiement largement utilisé dans l’Union. À cette fin, les exploitants de points de recharge acceptent, à ces points, les paiements électroniques effectués par l’intermédiaire des terminaux et dispositifs utilisés aux fins des services de paiement, parmi lesquels au moins l’un des suivants :
1. les lecteurs de cartes de paiement ;
2. les dispositifs munis d’une fonctionnalité sans contact et permettant au moins de lire les cartes de paiement ;
3. pour les points de recharge ouverts au public dont la puissance de sortie est inférieure à 50 kW, les dispositifs utilisant une connexion internet et permettant des opérations de paiement sécurisées, tels que ceux générant un code QR spécifique »

— règlement (UE) 2023/1804 du Parlement européen et du Conseil du 13 septembre 2023.
Ce règlement 2023 (dit « règlement AFIR ») est principalement axé sur les IRVE accessibles au public. 
En avril 2024, il est complété par certains éléments (articles 14 et, marginalement, 16) de la directive 2024/1275 du 24 avril 2024 sur la performance énergétique des bâtiments, qui, « en vue d’atteindre l’objectif de neutralité climatique d’ici 2050 au plus tard », accroît les obligations d'équipement et de pré-équipement en bornes de recharge des places de stationnement dans les bâtiments résidentiels et non résidentiels. Cette directive reprend des objectifs exprimés par les eurodéputés dans une résolution du Parlement (datée de fin 2021). Elle stipule que « la recharge en lien avec les bâtiments revêt une importance particulière, car des véhicules électriques y stationnent régulièrement et pour de longues périodes. La recharge lente est économique et l’installation de points de recharge dans des espaces privées peut assurer un stockage d’énergie pour le bâtiment en cause, ainsi que l’intégration de services de recharge intelligente et de recharge bidirectionnelle et les services d’intégration de systèmes en général (...) Il est possible d’utiliser efficacement les codes de construction pour introduire des exigences ciblées  visant à soutenir le déploiement d’infrastructures de recharge dans les parcs de stationnement des bâtiments  résidentiels et non résidentiels. Les États membres devraient viser l’élimination des obstacles que constituent, par  exemple, le partage des incitations et les complications administratives auxquelles les propriétaires individuels sont  confrontés lorsqu’ils essaient d’installer un point de recharge sur leur emplacement de stationnement. (51) Le précâblage et l’infrastructure de raccordement facilitent l’installation rapide de points de recharge, s’ils sont  nécessaires, et aux endroits appropriés. Si l’infrastructure est déjà en place, les frais d’installation des points de  recharge pour les propriétaires individuels diminueront et les utilisateurs de véhicules électriques auront accès à des  points de recharge. Fixer des exigences en matière d’électromobilité au niveau de l’Union pour le prééquipement des  emplacements de stationnement et l’installation de points de recharge est une façon efficace de promouvoir les  véhicules électriques dans un avenir proche tout en permettant de nouvelles évolutions à un coût moindre à moyen  terme et à long terme. Lorsque cela est techniquement faisable, les États membres devraient garantir l’accessibilité de  points de recharge aux personnes handicapées. (52) La recharge intelligente et la recharge bidirectionnelle permettent d’intégrer les bâtiments au système énergétique. Les  points de recharge où les véhicules électriques stationnent généralement pendant de longues périodes, notamment  les emplacements liés au domicile ou au lieu de travail, sont d’une grande importance pour l’intégration du système  énergétique; il convient donc de veiller à installer des fonctionnalités de recharge intelligente. Dans les cas où la  recharge bidirectionnelle faciliterait l’intégration de l’énergie renouvelable dans les flottes de véhicules électriques et  dans le système électrique en général, cette fonctionnalité devrait également être mise à disposition »

### Législation française
En 2011, un Livre vert sur les infrastructures de recharge ouvertes au public pour les véhicules décarbonés précise le cahier des charges des bornes et l'obligation de concertation avec le gestionnaire de réseau de distribution d'électricité (ERDF et/ou entité locales de distribution). Il est mis à jour en 2014 et précisé par décret début 2017 ; ce décret transpose partiellement la directive 2014/94/UE du Parlement européen et du Conseil du 22 octobre 2014 sur le déploiement d'une infrastructure pour carburants alternatifs. Certaines données, précisées par un arrêté ministériel (localisation et caractéristiques techniques des stations, disponibilité du point de recharge en temps réel, si ces données existent) doivent être basculées sur le site open data national (data.gouv.fr).

## Signalisation
Les panneaux de signalisation sont réglementés par l'arrêté du 22 décembre 2014 relatif à la création de la signalisation du service de recharge des véhicules électriques. L'arrêté du 22 décembre 2014 relatif à la création de la signalisation du service de recharge des véhicules électriques définit les huit nouveaux modèles de pictogrammes à utiliser (en annexe de l'arrêté).
Au niveau européen ou international, un panneau de signalisation a été proposé : Les carburants alternatifs proposés sur les aires de ravitaillement le long des routes nationales sont signalés au moyen du pictogramme reconnu à l’échelle internationale, composé du symbole « Poste d’essence » (noir) et d’une pompe à essence de couleur bleue placée en retrait. Pour les stations de recharge sur les aires de ravitaillement, le pictogramme « Poste d’essence avec carburants alternatifs » est complété par le sigle EV. Toutefois, des alternatives à ce pictogramme sont possibles.

Pictogrammes pour véhicules électriques
Panneau de signalisation européen pour bornes de recharge.
Pictogramme français pour emplacement de poste de recharge de véhicule électrique.

Le pictogramme conforme au modèle figurant ci-dessous est peint en blanc sur les limites d'un emplacement de stationnement, pour rappeler qu'il est réservé au stationnement des véhicules électriques pendant la durée de recharge de leurs accumulateurs. Les dimensions du pictogramme sont de 0,6 m × 0,3 m ou 0,3 m × 0,15 m.

### Modalités de facturation
En Californie, les nouvelles bornes de recharge doivent facturer au kilowattheure (et non au temps passé) et afficher la consommation en temps réel, à partir de 2020 (2021 ou 2023 pour les bornes rapides) ; les bornes existantes feront de même avant 2033.
En France, l'Autorité de la concurrence juge mi-2024 « particulièrement opaque » la tarification des bornes de recharge situées dans l'espace public comme en immeubles collectifs ; elle donne 40 recommandations à l'État (législateur, actionnaire, concessionnaire), aux collectivités compétentes, aux régulateurs sectoriels et à environ 400 opérateurs de recharge et 90 opérateurs de mobilité alors actifs dans le pays.

## Équipements du véhicule nécessaires à la recharge

### Chargeur
Intégré à la voiture, le chargeur convertit le courant alternatif d'une station (230 V monophasé ou 400 V triphasé) en courant continu. La sécurité de cet élément est renforcée.

### Câble de recharge
Le câble de recharge, indépendant de la borne, est équipé de deux prises : la prise de type 1 ou 2 du côté véhicule, et la prise type 3 du côté de la borne de recharge (en France et en Italie). Ces standards peuvent varier selon les constructeurs. Des normes sont cependant à prévoir pour un branchement universel.

### Prises sur le véhicule
Il existe deux types de prises sur les véhicules récents, qui varient selon la recharge effectuée et la puissance injectée.
- Prise de type 1 ou 2 : dédiée au courant alternatif des bornes (127 V, 230 V monophasé ou 400 V triphasé). La prise type 1 ne permet pas une charge théoriquement supérieure à 8 kVA. Elle sera remplacée progressivement en Europe par la prise combo 2 qui permet la recharge « standard » à « rapide »[113].
- Prise dédiée à la recharge rapide « CHAdeMO » : 15 minutes rechargent 80 % de la batterie, très fort courant (125 A / 500 V continu ou 63 A / 400 V triphasé alternatif - varie selon les constructeurs), disponible seulement sur les bornes de recharge rapide. Lorsque disponible, cette prise est généralement associée à une prise type 1 qui s'occupera, elle, de la charge normale.

### Côté véhicule
Les véhicules électriques peuvent être équipés de différentes façons :
- câble attaché au véhicule : Renault Twizy… ;
- prise « type 1 » (ou « Yazaki » du nom du constructeur) : Nissan Leaf, Mitsubishi i-Miev (y compris ses dérivés Citroën C-Zéro et Peugeot iOn), véhicules Mia, Bluecar… ;
- prise « type 2 » (ou « Mennekes (en) » du nom du constructeur) : Renault ZOE, Tesla ;
- prise « type 4 » (ou « CHAdeMO ») : Nissan Leaf, Mitsubishi i-Miev (y compris ses dérivés Citroën C-Zéro et Peugeot iOn), BMW i3 (au Japon)[115]… ;
- prise « combo » ou Combined Charging System (CCS) cumulant une prise « type 2 » ou « type 1 » avec une nouvelle prise pour la charge continue : BMW i3 (en Europe)[116]…

En Europe, les principales bornes de recharge rapide (AC/DC) prennent en charge les trois normes Type 2, CCS Combo 2 et CHAdeMO, tandis que les bornes de recharge à courant alternatif sont compatibles avec le connecteur de type 2.
Pour des raisons d'harmonisation des standards de charge, le Parlement européen examiner un projet de loi visant à mettre fin à l’utilisation des bornes de recharge rapide de l'association japonaise « CHAdeMO » au 31 décembre 2018.
En réaction à cette annonce, l'association « CHAdeMO » a publié le 9 septembre 2013, sur son site internet, un communiqué de presse en faveur de l'installation de chargeurs rapides multistandards. « Une période de cinq ans n’est pas suffisante pour convaincre les investisseurs de supporter CHAdeMO sur le long terme » précise CHAdeMO qui craint que cette proposition vienne à créer une confusion sur l’avenir des infrastructures déjà déployées (820 chargeurs CHAdeMO en Europe) et fasse « caler » le marché du véhicule électrique en Europe.
| Caractéristiques | Type 1    | Type 2                               | Type 3               |
| ---------------- | --------- | ------------------------------------ | -------------------- |
| Phase            | Monophasé | Monophasé / Triphasé                 | Monophasé / Triphasé |
| Courant          | 32 A      | 70 A (monophasé) 63 A                | 32 A                 |
| Tension          | 250 V     | 500 V                                | 500 V                |
| Nb broches       | 5         | 7                                    | 5 ou 7               |
| Obturateur       | Non       | Non                                  | Oui                  |
| Puissance maxi   | 8 kVA     | 35 kVA (monophasé)/54 kVA (triphasé) |                      |
| Schéma           |           |                                      |                      |

La puissance maximale est celle que la prise est conçue pour supporter. Il se peut que la batterie du véhicule ne permette pas une charge à cette puissance. Pour ces raisons, les véhicules et/ou les infrastructures sont équipés de chargeur afin d'assurer que le courant fourni permette la charge sans incident.
Après Ford en mai 2023, General Motors annonce en juin 2023 l'adoption du port de charge NACS (North America Charging Standard) de Tesla pour ses prochains modèles électriques. Les deux constructeurs offriront dès 2024 à leurs clients l'accès au réseau des 12 000 Superchargeurs moyennant un adaptateur, et en 2025, les nouveaux modèles seront équipés en standard d’un connecteur NACS. Il leur faudra alors un adaptateur pour se connecter aux stations de charge équipées en CCS. Ford et GM reconnaissent que le chargeur Tesla est à la fois plus pratique pour les clients, plus économique et plus facile à installer dans les véhicules que le CCS,. En juillet 2023, Mercedes annonce l'adoption du port de charge NACS pour ses ventes aux États-Unis et pour son futur réseau de recharge rapide.

### Côté borne de recharge
Lorsqu'une infrastructure permet la recharge rapide, elle fournit soit du courant alternatif triphasé vers une prise « type 2 » côté véhicule, soit du courant continu au format « CHAdeMO » vers une prise « type 4 ». Chaque type de charge étant compatible avec une seule prise côté véhicule, les câbles peuvent être attachés à la borne.
Afin de permettre plusieurs types de charge sur une même prise (« normale », « accélérée », voire « rapide »), il faut tenir compte des prises côté véhicule. Pour la charge normale, le véhicule peut être équipé notamment d'une prise « type 1 » ou « type 2 ». Le câble n'est alors pas attaché et il faut un type de prise côté infrastructure.
| Nom                         | Phase                  | Courant max                        | Tension max | Nombre de broches | Puissance maxi                         |
| --------------------------- | ---------------------- | ---------------------------------- | ----------- | ----------------- | -------------------------------------- |
| Type E/F (prise domestique) | Monophasée             | 16 A                               | 230 VAC     | 3                 | 3,6 kVA                                |
| Type 2                      | Monophasée / Triphasée | 70 A (monophasé) / 63 A (triphasé) | 500 VAC     | 7                 | 35 kVA (monophasé) / 54 kVA (triphasé) |
| Type 3                      | Monophasée / Triphasée | 32 A                               | 500 VAC     | 5 ou 7            | 16 kVA (monophasé) / 27 kVA (triphasé) |

La règlementation française (norme NF C15-100) ne permettant pas, côté infrastructure, l'utilisation de prises sans obturateurs, le Livre Vert recommande le recours à la prise « type 3 » mais entretemps, la prise de « type 2 » existe aussi dans une version avec ou sans obturateur. Afin de rester dans les limites techniques de la prise, les infrastructures permettant une charge mixte peuvent alors permettre une recharge « normale » à « accélérée ».

## Mode de paiement
La multiplicité des opérateurs de bornes de recharge avec leurs systèmes de paiement propriétaires constitue un obstacle au développement de la mobilité électrique. Le paiement avec le moyen de paiement commun qu'est une carte bancaire est demandé par les automobilistes. Au Royaume-Uni, cette demande a été entendue par le gouvernement qui va imposer à partir de 2020, pour tous les nouveaux chargeurs rapides, la possibilité de régler par carte bancaire avec un lecteur sans contact. L'un des principaux opérateurs a déjà annoncé qu'il mettra à niveau ses bornes rapides déjà installées.
Dans l'Union européenne, seules les nouvelles bornes de paiement sont tenues d'être compatibles avec la carte bancaire depuis le 13 avril 2024 sur le modèle de la Norvège.

## Technique de réseau électrique intelligent
La charge complète de nombreuses batteries sur un même sous-réseau peut causer une surcharge pour le réseau électrique. Des techniques intelligentes permettent de décaler tout ou partie d'une recharge aux « heures creuses » quand l’énergie est à prix réduit et qu’il y a un ralentissement de la consommation électrique. La mise sous tension d'une borne de recharge peut être asservie à la réception du signal « heures creuses » fourni par le compteur du distributeur public d'électricité (comme pour un chauffe-eau ; un retardateur pouvant aussi décaler cette mise sous tension pour éviter que les deux appareils soient enclenchés en même temps).
Dans l'avenir, la station de recharge et/ou le véhicule devraient pouvoir communiquer avec le réseau électrique intelligent. Certains constructeurs automobiles et constructeurs de bornes ont prévu cette offre pour leurs véhicules électriques ou leurs bornes de recharge via un site internet ou une application smartphone.
Certains scenarios « rifkiniens » proposent même que la batterie de la voiture fournisse l’énergie manquante au réseau pendant les pointes de consommation. Cela nécessiterait un nouvel outil de communication entre le réseau, la station de recharge et le système électronique du véhicule.
Un projet de borne entièrement fournie par le photovoltaïque est porté par Solelia GreenTech, start-up spécialisée dans les bornes communicantes de recharge solaire de véhicules électriques en Scandinavie. En novembre 2016 elle a annoncé un démonstrateur de « banque solaire » pour la Suède et la Norvège. Chaque borne consommera en priorité l’électricité photovoltaïque locale, issue de modules en place ou fournis par Solelia Greentech. Le surplus sera injecté dans le réseau de manière traçable, au crédit d’un « compte SolarBank » (banque dont la devise est le kWh). Des garanties d'origine (encadrées par une directive européenne) permettent la traçabilité. La banque débite du courant vers la borne quand elle manque de ressource solaire. Ce modèle est proche de celui des certificats d’énergie verte et peut évoquer J. Rifkin. Ses promoteurs envisagent que la SolarBank vende des certificats d’origine, et fonctionne comme une place de marché pour tout producteurs de kWh solaires souhaitant par exemple limiter ses achats aux productions locales, ou encore ajuster la puissance de ses bornes en fonction des ressources disponibles. Ses clients seront d'abord des municipalités et des bailleurs/propriétaires. Un consortium « Solar Charge 2020 » porte le projet qui a été labellisé par le programme européen ERA-Net Smart Grid Plus et associe deux villes (Uppsala en Suède et Tromsø en Norvège), deux entreprises de parking, deux universités, et Solelia GreenTech.

## Lieux de recharge selon l'accessibilité
L'infrastructure de recharge est l'un des facteurs clés de succès du déploiement du véhicule électrique dans la mesure où il est indispensable d'offrir aux futurs usagers une énergie accessible, disponible et répondant à leur besoin en tout lieu et à tout moment.
Le projet ChargeMap permet de localiser des points de charge publics et semi-public au niveau mondial.
Les stations de recharge pour véhicules électriques seront nécessaires directement sur la voirie, sur des arrêts taxis, dans des parkings (parkings d’entreprises, hôtels, aéroports, centres commerciaux, restaurants, fast-foods, etc.) mais aussi à la maison (parking d’immeubles résidentiels ou garage résidentiel privé). Les stations-service existantes vont aussi certainement intégrer des bornes de recharge. Elles peuvent être intégrées dans différents environnements et apparaître sous plusieurs formes : bornes murales ou sur pied.

### Bornes privées

#### Maison individuelle
Posséder un véhicule électrique nécessite une solution de recharge à domicile sûre et simple d'utilisation. Des bornes domestiques existent pour répondre à ces besoins et peuvent être installées en intérieur mais aussi à l'extérieur (dans un coffret de protection étanche et résistant aux intempéries).
Caractéristiques techniques de la borne domestique : la puissance délivrée est de 3 kW à 7 kW, ce qui correspond à un courant fort — 16 A ou 32 A. La batterie du véhicule est entièrement rechargée en huit heures.
L'alimentation du circuit électrique de ce type de borne doit être en règle avec les normes internes au pays du résident. Il est donc fortement conseillé de revoir son installation électrique voire de la mettre à jour avec un spécialiste. Les principales précautions à prendre lors de l'installation de la borne résidentielle sont :
- établir un circuit spécialisé, issu du tableau de répartition principal ;
- protéger le circuit (fusible 16A, disjoncteur de courant…).

L'installation de la borne intègre un parafoudre avec disjoncteur afin de la protéger entièrement.
Il est possible de souscrire à des options pour mieux maîtriser l'énergie dépensée dans la maison (favoriser les heures creuses) tout en évitant la disjonction.

#### Immeuble en copropriété
Plus de 90 % des recharges se font à domicile en 2021, et 44 % des foyers français vivent en résidentiel collectif.
Cette solution de recharge est disponible à l'intérieur comme à l'extérieur. Les résidents de copropriété peuvent avoir accès aux installations de recharge dans des garages privés. La borne doit être reliée à l'alimentation des parties communes ainsi que l'indique le texte de loi du 12 juillet 2010 transcrite dans le décret du 25 juillet 2011 (dite loi du droit à la prise).
Ils peuvent également retrouver une station dans un parking commun. Dans ce cas, la borne est raccordée à la distribution électrique commune.
Concernant la sécurité, les circuits sont protégés par un disjoncteur différentiel.
L'équipement des parkings d'immeubles de logements en copropriété en bornes de recharge se heurte encore à des obstacles : le vote de travaux en assemblée générale pour un équipement collectif peine parfois à recueillir l'assentiment de ceux des copropriétaires qui s'inquiètent d'avoir à payer pour un service qu'ils n'utiliseront pas. Des solutions existent pourtant pour que seuls soient équipés d'un système de recharge sur leur emplacement de parking les copropriétaires intéressés. Si aucun accord n'a été trouvé, chaque copropriétaire peut faire jouer son « droit à la prise », institué fin 2014, à condition d'en informer au préalable la copropriété. Mais il devra le faire à ses frais, en allant se raccorder sur son compteur électrique personnel. Des aides existent : 500 ou 600 euros pour l'installation d'une borne dans le cadre d'une solution collective, 300 euros de crédit d'impôt transition énergétique, ou le dispositif Advenir, piloté par l'Avere-France et ouvert aux copropriétés à hauteur de 50 % du coût de l'équipement d'un point de recharge à utilisation individuelle ou collective. Il est également possible de bénéficier de la TVA à taux réduit, soit un taux à 5,5 % au lieu de 20 %, pour les résidences construites il y a plus de deux ans.
Le décret n° 2020-1720 du 24 décembre 2020 facilite considérablement l'application du droit à la prise : il raccourcit à 3 mois au lieu de 6 le délai d'opposition du propriétaire ou du syndic à l’installation ; seul un motif sérieux et légitime autorise une telle opposition, qui nécessite la saisine du tribunal. L'inscription des travaux à l’ordre du jour de l'assemblée générale reste obligatoire, mais le sujet ne fait désormais l’objet que d’une simple information qui ne débouche pas sur un vote. Les travaux peuvent être réalisés sans attendre l'assemblée générale. Le domaine d'application du droit à la prise est de plus élargi à tout emplacement de stationnement à usage privatif, qu’il soit couvert ou à l’extérieur, clos ou non. Les aides du programme Advenir couvrent les coûts de fourniture et d’installation à hauteur de 50 % avec un plafond de 960 euros HT par point de charge et peuvent être complétée par un crédit d’impôt, limité à 75 % du montant des dépenses et à 300 euros par point de charge.
La loi Climat donne une nouvelle mission à Enedis : accélérer l'installation de bornes de recharge pour véhicules électriques dans les copropriétés ; pour cela, le gouvernement a introduit dans la loi Climat un amendement proposant de préfinancer avec le tarif d'utilisation du réseau public d'électricité (Turpe) le reste à charge des copropriétés et ainsi de les inciter à investir dans l'installation d'infrastructures de recharges pour véhicules électrique. Fin septembre 2022, un décret organise ce préfinancement. Environ 40 % du coût de l’infrastructure collective sera financé par le tarif d'utilisation du réseau public d'électricité (Turpe), composante de la facture d'électricité. Les opérateurs privés dénoncent une concurrence déloyale.
En janvier 2022, la Banque des territoires crée l'entreprise « Logivolt Territoires » avec la mission de financer l’installation électrique collective pour des bornes de recharge dans les parkings privés. Logivolt  organisera et financera les travaux de raccordement et sera propriétaire des installations ; lorsqu’un habitant voudra raccorder une borne à cette installation, il paiera alors directement sa quote-part « raccordement » auprès de Logivolt. L’objectif fixé est de déployer 125 000 bornes de recharge pour alimenter 16 000 copropriétés en trois ans.
La start-up ZePlug propose aux copropriétés de prendre en charge les frais d'installation dédiés à la recharge des véhicules électriques. En échange, les propriétaires de voitures électriques souscrivent un abonnement. Elle réalise en septembre 2022 une levée de fonds de 240 millions d'euros. Selon le DG de la société, « plus de 6 000 copropriétés ont validé notre solution ».
Selon l’Association française des opérateurs de recharge (AFOR), à fin mars 2023, plus de 23 % des places de parking  en copropriétés en France ont fait l’objet d’un vote en assemblée de copropriété visant à choisir un opérateur de l’AFOR, en progression de 42 % en un an, soit 1 505 241 places de parking. L’infrastructure collective a déjà été installée pour permettre le raccordement de 421 302 places de parking, en progression de 102 % en un an ; les détenteurs de ces places peuvent bénéficier d’une borne de recharge sur leur emplacement de parking en moins de quatre semaines en s’adressant directement à l’opérateur retenu par la copropriété. Le nombre de bornes de recharge déjà installées par les opérateurs sur des infrastructures de recharge s'élève à 9 724, en progression de 84 % en un an,.
Le deuxième baromètre des infrastructures de recharge en immeubles collectifs, publié par l’Avere-France, l’AFOR et Enedis, indique que 9 988 immeubles ont une infrastructure de recharge collective à l’issue du troisième trimestre 2024, soit 4 % des immeubles français, contre 8 383 à la fin du premier trimestre. Mais plus de 32 000 immeubles ont approuvé l’installation d’une infrastructure, soit près de 3 400 de plus en six mois. Par ailleurs, le nombre de points de recharge individuels installés en résidentiel collectif par les opérateurs de recharge est passé en six mois de 15 996 à 19 147.

#### Parking d'entreprise
Les entreprises souhaitant véhiculer une image éthique de respect de l'environnement ont tout intérêt à proposer à leur personnel et visiteurs des services de recharge pour véhicules électriques sur leur parking. Installées sur le parking (intérieur ou extérieur) de l'entreprise, les bornes peuvent être libre d'utilisation ou nécessiter une identification préalable de l'usager. Il est aussi possible d'installer un système de gestion de l'énergie fournie par la station selon le nombre de véhicules en charge ou la consommation d'énergie sur le site.
L'alimentation d'une station est possible grâce à un coffret de distribution. Le système est raccordé au tableau général basse tension de l'établissement.

#### Parking de flotte d'entreprise ou d'administration
Les entreprises peuvent privilégier une solution électrique pour leur flotte de véhicules. Le succès de ce type d'installation passe par une gestion efficace de la station de recharge.
La gestion de la station peut se faire par un système d'identification par carte, clé ou badge. Chaque système est personnalisable et interne à l'entreprise.
Les bornes sur pied sont alimentées par un coffret de distribution / gestion, lui-même alimenté par le tableau général basse tension de l'entreprise.
Parce que les besoins de véhicules de flotte d'entreprise ne sont pas toujours prévisibles, il est aussi possible et conseillé d'installer quelques bornes de recharge rapide. Ainsi pour toute mission non planifiée, panne sur un autre véhicule, etc., un véhicule disponible peut prendre le relais. Avec la borne de recharge rapide, 80 % de la batterie pourra être rechargée en 15 minutes.
La recharge rapide est particulièrement adaptée aux stations de flotte nécessitant une disponibilité permanente : taxis, ambulances, etc.
La puissance d'une telle solution est de 50 kW (soit la puissance de deuxà cinq bornes de type standard). Dans le cadre d'une utilisation de ce type de recharge, il est indispensable d'adopter une stratégie de gestion de l'énergie.

### Stations de recharge accessibles au public

#### Voiries municipales

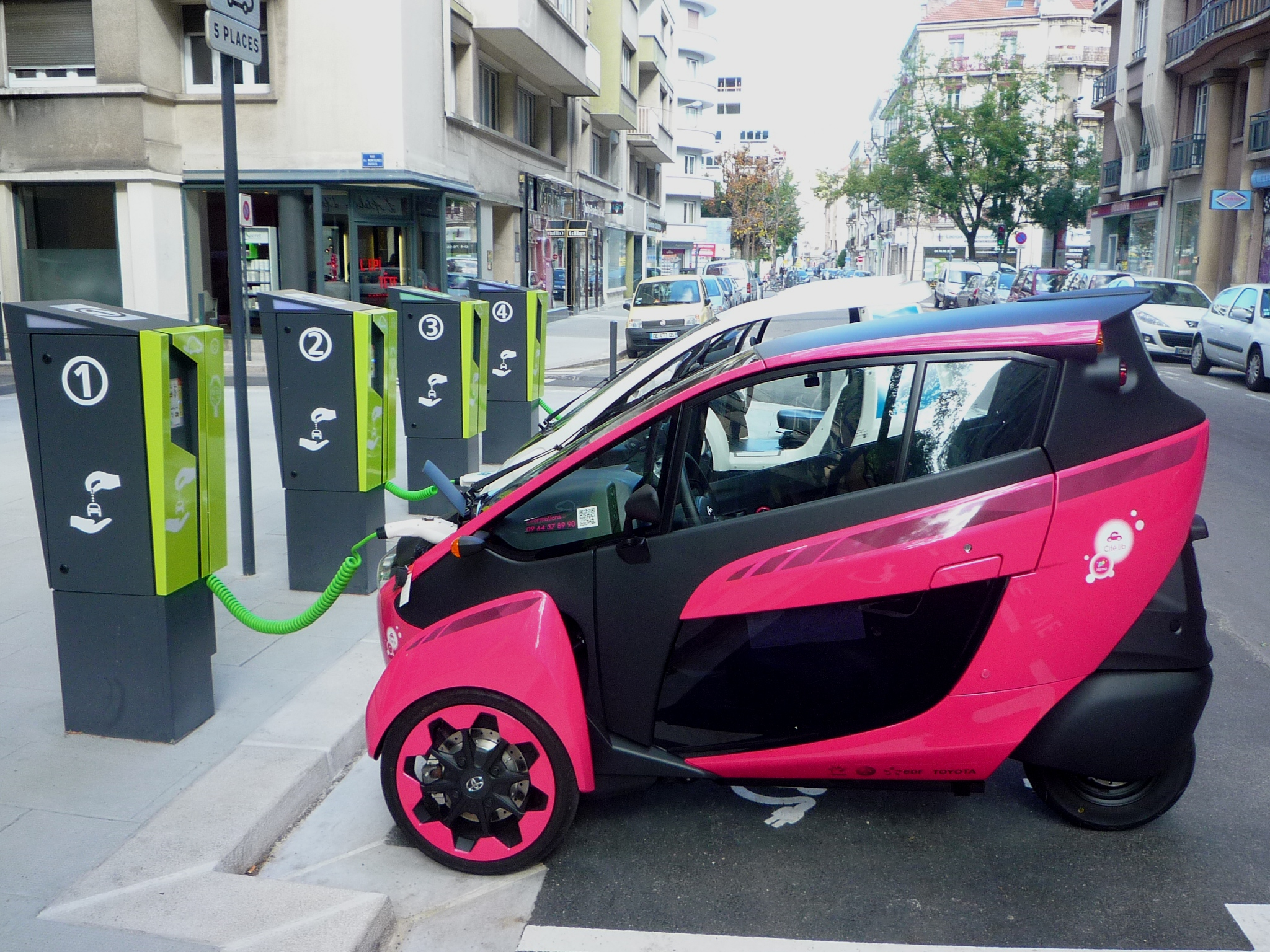
Toyota i-road à Grenoble en 2014.

Certaines bornes sont intégrées directement sur les voiries,,, le long d'un trottoir par exemple. Ces bornes, conçues pour un environnement urbain sont résistantes aux intempéries et risques de vandalisme. Elles contiennent le système complet : recharge, identification (par carte RFID) et gestion à distance. Elles intègrent de même le système de paiement, une interface monétique est disponible pour un règlement souple par carte bancaire ou monnaie, comme dans le cadre d'un horodateur classique.
L'alimentation des bornes est assurée par un coffret de distribution. Ce dernier est relié au service de supervision.

#### Parkings en ouvrage
Les parkings en ouvrage comprennent parkings souterrains et parkings en hauteur gérés par un concessionnaire. Les bornes disponibles dans cet environnement sont murales ou sur pied. L'accès aux clients est possible comme pour un parking « classique » : par carte d'abonnement, badge ou paiement en espèce ou par carte.
La borne se verrouille jusqu'au retour de l'utilisateur.

#### Parking de centres commerciaux
Des bornes de recharge sont installées sur les parking de centres commerciaux, hôtels : le déploiement de véhicules électriques nécessite pour les usagers la certitude de trouver des solutions de recharge tout au long de leur journée, sur leur trajet habituel. L'installation de stations de recharge est un élément primordial pour les commerçants, hôtels, cinémas, etc. et permet une fidélisation de leur clientèle.
Le 12 octobre 2020, Leclerc, Lidl, Système U et Casino, à traverssa filiale Green Yellow, ont signé le « pacte 100 000 bornes » proposé par les ministres de l'Écologie et des Transports. Auchan et Carrefour ne l'ont pas signé ; Auchan exploite cependant déjà 105 bornes sur les parkings de ses magasins. Les magasins U, qui en ont déjà 250, se sont engagés sur 2 000 bornes. Leclerc vise 5 000 bornes dans les deux ans, et 10 000 en 2025. Green Yellow a déployé des stations sur les parkings de 30 sites hypermarché Casino, soit 360 points de recharge, et s'est engagée sur 1 500 bornes d'ici à 2022. Au total, la Fédération du commerce et de la distribution compte aujourd'hui 6 000 bornes installées. Jusqu'ici, les enseignes offrent l'électricité distribuée par les bornes en place, jusqu'à présent relativement peu utilisées, la considérant comme un produit d'appel qui entretient la fréquentation ; Auchan facture les recharges, à prix coûtant comme l'essence des stations-service des hypermarchés qu'elles vont remplacer. En mars 2021, Carrefour annonce que tous ses hypermarchés seront dotés de bornes de recharge pour véhicules électriques et hybrides d'ici 2023, grâce à un partenariat avec Meridiam. Le nombre de points de recharge sur les parkings de ses hypermarchés français passera ainsi de 70 à 2000, dont 44 % de 22 kW et 56 % de 50 à 350 kW. Dans un second temps, Carrefour envisage de déployer des bornes pour ses magasins franchisés et ses supermarchés Carrefour Market.
L'accès à ces bornes peut varier selon la politique de l'établissement : les usagers peuvent avoir un accès libre et gratuit, l'accès peut être contrôlé et non nominatif (système de carte, clé ou badge) ou l'accès peut être contrôlé, nominatif (carte RFID ou abonnement).
L'alimentation de ce type de borne se fait à partir d'un ou plusieurs circuits du tableau général basse tension de l'établissement.
La gestion de l'énergie déployée par la station de recharge peut être effectuée par un superviseur sur un logiciel de gestion technique et commerciale, en communication avec les bornes sur pied.

#### Stations-services

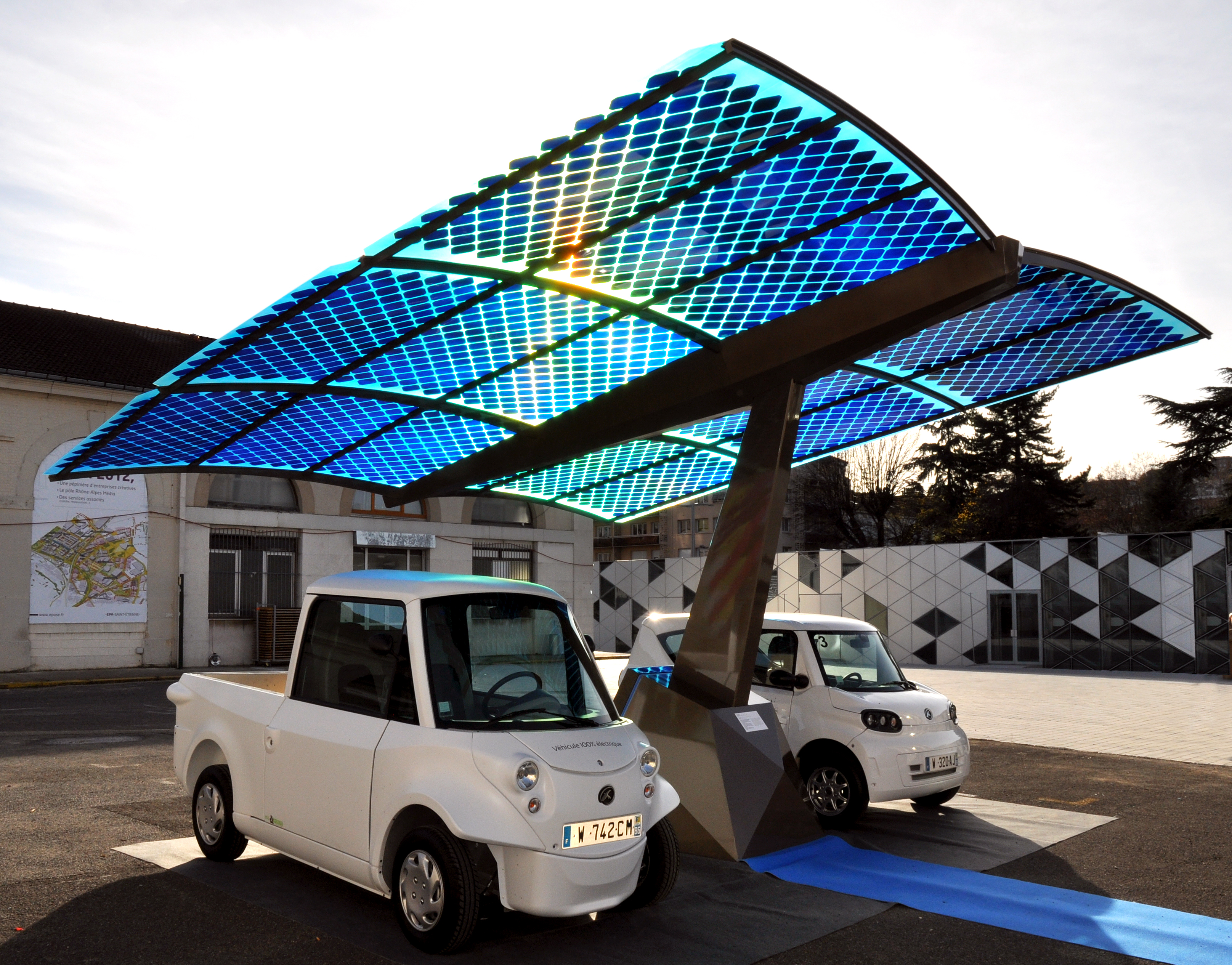
Installation SUDI de modules photovoltaïques intégrés dans une ombrière, en 2010.

Les constructeurs d'automobiles ont investi dans des réseaux de stations de recharge : Tesla a été pionnier, déployant ses « superchargeurs » en Europe dès 2013 et totalisant 600 stations en Europe en 2020, dont 81 en France (près de 700 points de charge). Tesla compte aussi 600 partenaires en France (surtout hôtels et restaurants), qu'il a équipés de bornes moins puissantes. Les constructeurs allemands, BMW, Daimler, Volkswagen (pour Audi et Porsche au départ) et l'américain Ford se sont regroupés fin 2017 pour créer le réseau Ionity de bornes rapides sur autoroute en Europe ; ils ont été rejoints en 2019 par Hyundai-Kia. Ionity revendique 287 stations opérationnelles en Europe et 60 en construction en octobre 2020 ; en France, Ionity compte 46 stations (200 bornes). Plusieurs constructeurs (Renault, Nissan, BMW et VW) ont participé au projet Corri-Door de bornes sur autoroutes en France, piloté depuis 2015 par EDF, via sa filiale Izivia, mais celle-ci a fermé la grande majorité de ses bornes au printemps 2020. Compte tenu de leur coût (entre 500.000 et 1 million d'euros, selon Ionity), ces stations de recharge ultrarapides restent, de fait, longues à rentabiliser.
En France, le développement de la mobilité électrique va bouleverser le modèle économique des 11 000 stations-service françaises. Une étude du cabinet Colombus Consulting prévoit que la consommation de carburants devrait baisser d'environ un tiers d'ici à 2035. Les grandes surfaces, qui représentent la moitié des stations en 2020, n'auront guère de mal à s'adapter, car les carburants constituent un produit d'appel aux marges extrêmement faibles ; elles ont d'ailleurs déjà installé de nombreuses bornes. Sur les grands axes routiers et les autoroutes, Total, Shell et les autres pétroliers prennent le risque d'investir massivement dans des bornes ultrarapides onéreuses (plus de 100 000 € par pièce), qui seront difficiles à rentabiliser si elles ne sont pas massivement utilisées. L'avenir paraît beaucoup plus sombre pour les 6 000 stations-service indépendantes implantées sur le réseau routier secondaire, en particulier dans les zones rurales : directement concurrencées par la recharge à domicile et sur le lieu de travail, ainsi que par la recharge d'opportunité sur les parkings des supermarchés ou des restaurants, elles sont menacées de disparition, alors que leur nombre a déjà reculé de 7,5 pour 100 km2 en 1980 à 2 en 2020.
Le projet Gridserve prévoit la mise en place au Royaume-Uni d’un réseau national de 100 stations de recharge sous forme de stations-services entièrement dédiées aux véhicules électriques. Des ombrières photovoltaïques, complétées par du stockage stationnaire, produiront l'électricité. La station comprendra un supermarché, un café et un espace wi-fi. Subventionné par le fonds Innovate UK à hauteur de 4,86 millions de livres (5,5 millions €), ce projet est prévu pour s'achever en 2025.
Une étude sur le développement des bornes de recharge rapide sur les aires d’autoroute, publiée en juillet 2021 par RTE et Enedis, mesure les impacts techniques et financiers de la charge sur autoroute jusqu'en 2035, alors que l’ensemble des aires de service devront être équipées de bornes de recharge haute puissance d’ici au 1er janvier 2023. Elle estime que la somme des puissances appelées sur l’ensemble des aires équipées pourrait atteindre entre 2 et 5 GW en 2035 ; sur les aires les plus sollicitées, dotées de 200 points de charge, le pic de puissance pourrait atteindre jusqu’à 40 MW. Leur consommation représentera moins de 0,7 % de la consommation d’électricité nationale. L’investissement se situera entre 300 et 600 millions d’euros d’ici 2035, soit entre 0,3 et 0,6 % des investissements planifiés par les deux gestionnaires de réseaux sur la période. Enedis et RTE rappellent que 12 à 24 mois sont nécessaires pour raccorder une station de charge haute puissance, de la réalisation des études et l’obtention des autorisations administratives jusqu’aux travaux de raccordement,.

#### Concessions automobiles
Renault annonce le 10 octobre 2022 la constitution d'un réseau de recharge pour voitures électriques par sa filiale de services de mobilité Mobilize. L'objectif est de construire 200 stations dans quatre pays européens d'ici à 2024, dont 90 en France ; ces stations seront installées dans des concessions Renault situées à moins de cinq minutes d'une sortie d'autoroute ou d'une voie rapide.

#### Parking de station d'autopartage
L'autopartage est en place avec les véhicules électriques dans plusieurs projets expérimentaux en Europe. Les bornes disponibles sont à l'extérieur et de forte puissance pour permettre l'accessibilité aux véhicules à tout moment. Les bornes sont reliées à un serveur afin d'indiquer la disponibilité des véhicules aux utilisateurs (par SMS ou connexion internet).
Les usagers s'identifient à la borne par un badge ou une carte RFID, leur accès est autorisé seulement en cas de réservation préalable.

## Infrastructures de recharge

### Statistiques mondiales
Selon TrendForce, la Chine compte 3,6 millions de chargeurs publics fin 2024, soit près de 70 % du total mondial. L'Europe a atteint 900 000 bornes de recharge en août 2024. Les États-Unis en ont 192 000. La Corée du Sud a le taux de croissance annuel le plus élevé : 39 % et devrait atteindre 500 000 points de charge d’ici fin 2025. Les taux d'équipements sont très variables : en Europe, les Pays-Bas, l’Allemagne et la France détiennent 58 % des chargeurs publics du continent ; aux États-Unis, 26 % des bornes de recharge sont concentrées en Californie.
Fin 2024, selon l'AIE, on compte 5,4 millions de points de recharge publics dans le monde, dont 2 millions à recharge rapide.
| Pays                                                     | 2010 | 2015 | 2016 | 2017 | 2018 | 2019 | 2020 | 2021  | 2022  | 2023  | 2024  | % 2024 |
| -------------------------------------------------------- | ---- | ---- | ---- | ---- | ---- | ---- | ---- | ----- | ----- | ----- | ----- | ------ |
| Chine                                                    | -    | 47   | 86   | 130  | 160  | 300  | 500  | 680   | 1 000 | 1 500 | 1 900 | 56 %   |
| Corée du Sud                                             | 0,3  | 1    | 1    | 10   | 22   | 37   | 54   | 92    | 180   | 270   | 370   | 10,9 % |
| Pays-Bas                                                 | 0,4  | 18   | 32   | 33   | 36   | 46   | 63   | 81    | 120   | 140   | 180   | 5,3 %  |
| États-Unis                                               | 0,48 | 28   | 35   | 40   | 50   | 64   | 81   | 91    | 100   | 120   | 140   | 4,1 %  |
| France                                                   | -    | 9,9  | 19   | 20   | 23   | 28   | 31   | 50    | 74    | 99    | 120   | 3,5 %  |
| Allemagne                                                | -    | 4,6  | 5,8  | 9,4  | 17   | 26   | 37   | 50    | 71    | 87    | 120   | 3,5 %  |
| Belgique                                                 | -    | 1,3  | 1,5  | 1,5  | 2,7  | 6,1  | 8    | 12    | 23    | 42    | 72    | 2,1 %  |
| Royaume-Uni                                              | -    | 8,2  | 11   | 13   | 15   | 14   | 18   | 29    | 44    | 60    | 71    | 2,1 %  |
| Italie                                                   | -    | 1,7  | 2,3  | 2,4  | 2,9  | 8,3  | 12   | 20    | 31    | 40    | 49    | 1,4 %  |
| Inde                                                     | -    | -    | -    | -    | 0,3  | 0,3  | 0,3  | 0,9   | 6,8   | 23    | 47    | 1,4 %  |
| Suède                                                    | -    | 1,1  | 1,7  | 3,4  | 5,5  | 7,8  | 9,8  | 12    | 15    | 30    | 38    | 1,1 %  |
| Espagne                                                  | -    | 1,4  | 3,3  | 4,3  | 4,4  | 4,5  | 6    | 5,6   | 10    | 19    | 28    | 0,8 %  |
| Danemark                                                 | -    | 2,1  | 4,2  | 4,2  | 4,3  | 4,5  | nd   | nd    | 10    | 14    | 27    | 0,8 %  |
| Canada                                                   | -    | 3,4  | 3,9  | 5,2  | 7,1  | 8    | 11   | 12    | 17    | 22    | 26    | 0,8 %  |
| Japon                                                    | -    | 16   | 17   | 22   | 22   | 23   | 22   | 21    | 21    | 22    | 24    | 0,7 %  |
| Autriche                                                 | -    | -    | -    | -    | -    | 3,7  | 7,1  | 8,9   | 13    | 15    | 21    | 0,6 %  |
| Norvège                                                  | 2,8  | 5,2  | 7    | 8,3  | 9,3  | 10   | 12   | 13    | 15    | 16    | 18    | 0,5 %  |
| Suisse                                                   | -    | 3,4  | 3,5  | 3,5  | 4,4  | 5,4  | 6,7  | 8,2   | 10    | 13    | 15    | 0,4 %  |
| Brésil                                                   | -    | -    | -    | -    | 0,03 | 0,2  | 0,4  | 0,8   | 3     | 4,3   | 12    | 0,4 %  |
| Finlande                                                 | -    | 0,7  | 0,7  | 0,7  | 2    | 3,1  | 3,9  | 5,8   | 7,7   | 9,3   | 12    | 0,4 %  |
| Portugal                                                 | -    | 1,2  | 1,3  | 1,5  | 1,6  | 1,6  | 2,2  | 2,8   | 4     | 5,6   | 9,3   | 0,3 %  |
| Israël                                                   | -    | -    | -    | -    | -    | -    | -    | -     | 2,5   | 4,2   | 6,5   | 0,2 %  |
| Pologne                                                  | -    | 0,29 | 0,29 | 0,41 | 0,49 | 0,53 | 1    | 2,3   | 4     | 4,4   | 6,2   | 0,2 %  |
| Turquie                                                  | -    | -    | 0,01 | 0,07 | 0,07 | 0,15 | 1,2  | 1,8   | 1,8   | 7     | 6     | 0,2 %  |
| Grèce                                                    | -    | 0,01 | 0,01 | 0,02 | 0,03 | 0,06 | 0,22 | 1,2   | 2,8   | 4,9   | 5     | 0,15 % |
| Russie                                                   | -    | nd   | nd   | nd   | nd   | nd   | nd   | 3,1   | 3,2   | 4,8   | 4,9   | 0,14 % |
| Thaïlande                                                | -    | -    | -    | 0,09 | 0,09 | 0,75 | 1,2  | 1,5   | 1,6   | 4,7   | 4,7   | 0,14 % |
| Australie                                                | -    | nd   | nd   | 0,44 | 0,67 | 1,7  | 2    | 2     | 2,1   | 2,2   | 2,8   | 0,08 % |
| Islande                                                  | -    | 0,01 | 0,01 | 0,03 | 0,04 | 0,11 | 0,29 | 0,56  | 0,85  | 1,4   | 2,1   | 0,06 % |
| Vietnam                                                  | -    | -    | -    | -    | -    | -    | -    | -     | -     | 1,6   | 2,1   | 0,06 % |
| Mexique                                                  | -    | 0,08 | 0,24 | 0,7  | 1,1  | 1,1  | 1,1  | 1,1   | 1,3   | 1,4   | 1,6   | 0,05 % |
| Total Europe                                             | 3,2  | 59   | 94   | 110  | 130  | 170  | 220  | nd    | 460   | nd    | 810   | 23,8 % |
| Total Monde                                              | 3,7  | 150  | 240  | 310  | 400  | 610  | 900  | 1 200 | 1 900 | 2 600 | 3 400 | 100 %  |
| Source des données : Agence internationale de l'énergie. |      |      |      |      |      |      |      |       |       |       |       |        |

| Pays                                                     | 2010 | 2015 | 2016 | 2017 | 2018 | 2019 | 2020 | 2021 | 2022 | 2023  | 2024  | % 2024 |
| -------------------------------------------------------- | ---- | ---- | ---- | ---- | ---- | ---- | ---- | ---- | ---- | ----- | ----- | ------ |
| Chine                                                    | -    | 12   | 55   | 83   | 110  | 210  | 310  | 470  | 760  | 1 200 | 1 600 | 80 %   |
| États-Unis                                               | ε    | 3,5  | 3,8  | 5,6  | 11   | 13   | 17   | 22   | 29   | 40    | 53    | 2,7 %  |
| Corée du Sud                                             | -    | 0,3  | 1    | 3    | 5    | 9,1  | 9,1  | 9,1  | 21   | 34    | 47    | 2,4 %  |
| Allemagne                                                | -    | 0,5  | 1,7  | 2,2  | 2,9  | 3,2  | 6,3  | 9,5  | 15   | 23    | 37    | 1,9 %  |
| France                                                   | -    | 0,6  | 1    | 1    | 2,3  | 2,7  | 3,3  | 4,9  | 17   | 20    | 32    | 1,6 %  |
| Inde                                                     | -    | -    | -    | -    | -    | 2    | 2,9  | 4    | 4,1  | 14    | 28    | 1,4 %  |
| Royaume-Uni                                              | -    | 0,54 | 0,78 | 0,92 | 1,1  | 1,1  | 4,7  | 5,5  | 7,8  | 12    | 17    | 0,9 %  |
| Norvège                                                  | -    | 0,3  | 0,5  | 0,9  | 1,2  | 4    | 5,3  | 6,7  | 10   | 12    | 13    | 0,7 %  |
| Espagne                                                  | -    | 0,24 | 0,36 | 0,44 | 0,44 | 1    | 2,7  | 2,7  | 2,2  | 6,6   | 13    | 0,7 %  |
| Italie                                                   | -    | 0,07 | 0,17 | 0,46 | 0,7  | 1,1  | 1,5  | 2,2  | 7    | 8,1   | 11    | 0,6 %  |
| Japon                                                    | 0,3  | 6    | 7,1  | 7,3  | 7,7  | 7,9  | 7,9  | 8    | 8,4  | 9,6   | 10    | 0,5 %  |
| Thaïlande                                                | -    | -    | -    | -    | -    | 0,07 | 0,71 | 0,77 | 1,6  | 5,8   | 8,7   | 0,4 %  |
| Pays-Bas                                                 | -    | 0,2  | 0,4  | 0,4  | 0,8  | 1,3  | 2,3  | 2,8  | 4,5  | 5     | 8     | 0,4 %  |
| Canada                                                   | -    | 0,06 | 0,13 | 0,48 | 0,84 | 0,84 | 2,3  | 3    | 4,3  | 5,1   | 6,6   | 0,3 %  |
| Suède                                                    | -    | -    | 0,5  | 0,2  | 1    | 1,2  | 1,4  | 1,7  | 2,6  | 7,8   | 6,6   | 0,3 %  |
| Danemark                                                 | -    | 0,3  | 0,34 | 0,39 | 0,4  | 0,46 | nd   | nd   | 1,4  | 3     | 6,4   | 0,3 %  |
| Autriche                                                 | -    | -    | -    | -    | nd   | nd   | 1,5  | 1,5  | nd   | 3,6   | 6,3   | 0,3 %  |
| Turquie                                                  | -    | -    | -    | -    | -    | -    | 0,06 | 0,17 | 0,36 | 3,1   | 5,9   | 0,3 %  |
| Russie                                                   | -    | -    | -    | -    | -    | -    | -    | 1,6  | 2,2  | 5,7   | 5,7   | 0,3 %  |
| Finlande                                                 | -    | 0,13 | 0,14 | 0,14 | 0,22 | 0,39 | 0,43 | 0,79 | 1,7  | 2,9   | 4,4   | 0,22 % |
| Suisse                                                   | -    | 0,26 | 0,35 | 0,58 | 0,74 | 0,92 | 1    | 1,9  | 2,2  | 2,8   | 4,2   | 0,21 % |
| Vietnam                                                  | -    | -    | -    | -    | -    | -    | -    | -    | -    | 3,3   | 4     | 0,2 %  |
| Portugal                                                 | -    | -    | -    | 0,15 | 0,18 | 0,36 | 0,72 | 1,4  | 1,6  | 3,8   | 3,8   | 0,19 % |
| Pologne                                                  | -    | -    | -    | 0,04 | 0,11 | 0,12 | 0,52 | 1,5  | 1,5  | 1,5   | 3     | 0,15 % |
| Belgique                                                 | -    | -    | -    | 0,3  | 0,32 | 0,49 | 0,74 | 0,72 | 1,2  | 2     | 2,6   | 0,13 % |
| Israël                                                   | -    | -    | -    | -    | -    | -    | -    | -    | 0,26 | 0,71  | 2,6   | 0,13 % |
| Indonésie                                                | -    | -    | -    | -    | -    | -    | -    | 0,13 | 0,44 | 0,77  | 2,3   | 0,12 % |
| Total Europe                                             | -    | 5    | 6,5  | 8,2  | 13   | 17   | 33   | nd   | 77   | nd    | 180   | 9,0 %  |
| Total Monde                                              | 0,3  | 13   | 18   | 22   | 150  | 270  | 390  | 570  | 920  | 1 500 | 2 000 | 100 %  |
| Source des données : Agence internationale de l'énergie. |      |      |      |      |      |      |      |      |      |       |       |        |

Selon l'Agence internationale de l'énergie, le nombre de points de charge accessibles au public approchait 1,8 million dans le monde fin 2021, dont un tiers de chargeurs rapides. La progression du parc a été de 37 % en 2021, contre 45 % en 2020 ; le nombre de chargeurs rapides a progressé de 48 % contre 43 % en 2020. Près de 500 000 chargeurs ont été installés en 2021. La Chine compte 85 % des points de charge rapides et 55 % des points de charge lents accessibles au public dans le monde. Elle dispose de 680 000 chargeurs lents (+35 %) fin 2021 contre 300 000 en Europe, 92 000 aux États-Unis (+12 %) et 90 000 en Corée du sud (+70 %). Le nombre de chargeurs rapides (>22 kW) atteint 470 000 fin 2021 en Chine, en progression de 50 % contre 44 % en 2020 ; ils représentent plus de 40 % des points de charge accessibles au public. L'Europe en compte 50 000 (+30 %), les États-Unis 22 000, dont près de 60 % sont des superchargeurs de Tesla, et la Corée du sud 15 000 (+50 %).
L'AIE estimait le nombre de points de charge accessibles au public fin 2020 à 1,3 million dans le monde, dont 30 % de bornes de recharge rapide. Les installations de points de charge publics ont progressé de 45 % après +85 % en 2019, les confinements en réaction à la pandémie de Covid-19 ayant ralenti les travaux. La Chine reste largement en tête, avec des installations en progression de 65 % pour les chargeurs lents et de 44 % pour les chargeurs rapides. Le grand nombre de points de charge accessibles au public en Chine s'explique en partie par la rareté relative des possibilités de charge privée.
En Europe, la directive sur l'infrastructure pour carburants alternatifs (AFID) recommande aux pays membres un objectif d'un points de charge accessibles au public pour dix véhicules électriques, soit 10 %. En 2020, cet objectif n'est pas atteint, le taux étant de 9 % ; les Pays-Bas sont à 22 % et l'Italie à 13 % ; la France est à 9 %. Les pays où la voiture électrique a la plus forte pénétration tendent à avoir les taux d'équipements en points de charge publics les plus bas : 3 % en Norvège et en Islande, 5 % au Danemark, car dans ces pays d'habitat dispersé la plupart des propriétaires de voiture électrique peuvent charger à domicile ; par contre, ces pays ont des proportions élevées de chargeurs rapides : 40 % en Islande, 31 % en Norvège, 17 % au Danemark, contre 3 % aux Pays-Bas.
Selon l'AIE, le nombre de points de charge atteignait 7,3 millions dans le monde fin 2019, dont 6,5 millions d'équipements individuels contre 850 000 bornes publiques (12 % du total), en progression de 60 %, la plus forte augmentation depuis trois ans. La Chine détient 60 % du parc mondial et plus de 80 % des bornes à recharge rapide. L'Union européenne recense 165 000 points de recharges publics. L'Allemagne entend équiper ses quelque 15 000 stations-service d'un point de charge et vise le million d'unités en 2030 ; en France, environ 100 000 bornes supplémentaires doivent s'ajouter aux 26 000 existantes d'ici à la fin 2021.

### Statistiques et politiques publiques

#### Union européenne
Selon l'association des constructeurs européens (ACEA), l'Europe comptait en 2018 moins de 145 000 points de recharge disponibles, alors que 2,8 millions seront nécessaires d'ici à 2030.
En 2018, 28 % des bornes de recharge publiques en Europe sont situées aux Pays-Bas, soit 32 875 au total. Il s’agit de loin du réseau le plus dense du continent et probablement du monde. L’Allemagne figure au 2e rang avec 25 241 bornes publiques, suivie de la France (16 311) et de la Grande-Bretagne (14 256). Les fabricants et installateurs locaux de solutions de charge profitent largement de ces soutiens : les quatre sociétés néerlandaises spécialisées dans ce domaine (NewMotion, Allego, EV-Box et Fastned) figurent au top du palmarès des exploitants européens de bornes de recharge.
L'observatoire européen des carburants alternatifs (EAFO) comptabilise fin 2020 seulement 225 000 bornes publiques en Europe, dont les deux tiers concentrés dans trois pays : Pays-Bas (63 000), France (43 000) et Allemagne (42 000). De plus ces chiffres ne tiennent pas compte de l'état du réseau : selon une étude de l'Afirev (Association française pour l'itinérance de la recharge électrique des véhicules) datant d'octobre 2020, une borne sur quatre en France est indisponible 99 % du temps. L'association des constructeurs automobiles européens (ACEA), l'ONG Transport et Environnement, et le représentant des consommateurs BEUC, se sont associés pour demander en février 2021 à la Commission européenne de mettre en place des objectifs contraignants en matière d'infrastructures de recharge pour véhicules électriques en Europe : 1 million de bornes en 2024 et 3 millions en 2029. Ces associations ne font pas de suggestion pour financer les infrastructures préconisées. Or Eureletric, qui regroupe des acteurs européens de l'électricité, et le cabinet Ernst & Young ont calculé que, pour passer de 250 000 à 3 millions de bornes, il faudrait investir au total 80 milliards €.
Selon l'ACEA, trois pays concentraient a eux seuls 70 % des bornes publiques d'Europe fin 2020 : les Pays-Bas (66 665 bornes), la France (45 751 bornes) et l'Allemagne (44 538 bornes). L'Italie en comptait 13 073, la Suède 10 370.
Fin 2022, l'Union européenne compte 450 478 points de recharge accessibles au public, dont plus de 60 % dans les trois pays les mieux équipés : Pays-Bas (111 821), France (83 317) et Allemagne (82 609). Au 4e rang se trouve l'Italie (30 787), suivie de l'Espagne (29 539) En nombre de bornes de recharge rapides, l'Allemagne arrive en tête : 12 833 points de recharge, suivie de la France (8 220), l'Espagne (5 013), l'Italie (3 295) et les Pays-Bas (2 754).
En mai 2023, l'Union européenne compte 510 000 points de recharge ouverts au public, dont 63 % dans les trois pays les mieux équipés : Pays-Bas, France et Allemagne.
Une étude de la Fédération européenne pour le transport et l'environnement dénombre 630 000 points de recharge à la fin 2023 dans l’Union européenne. La plupart des pays de l’UE ont atteint leurs objectifs pour 2024. Le nombre de bornes de recharge a été multiplié par trois au cours des trois dernières années. Les pays ayant le plus dépassé leurs objectifs sont la Bulgarie, la Slovaquie, la Tchéquie, l'Espagne, l'Italie, l'Estonie et la France. Cette dernière atteint 158 % de son objectif 2024 et 118 % de celui de 2025.
En juillet 2024, l'Europe atteint 900 000 points de recharge ouverts au public, dont 169 216 aux Pays-Bas, 152 332 en Allemagne et 119 481 en France ; ces trois pays concentrent la moitié de toutes les bornes de recharge européennes. Ensuite viennent le Royaume-Uni, la Belgique, l'Italie et la Suède.

#### France

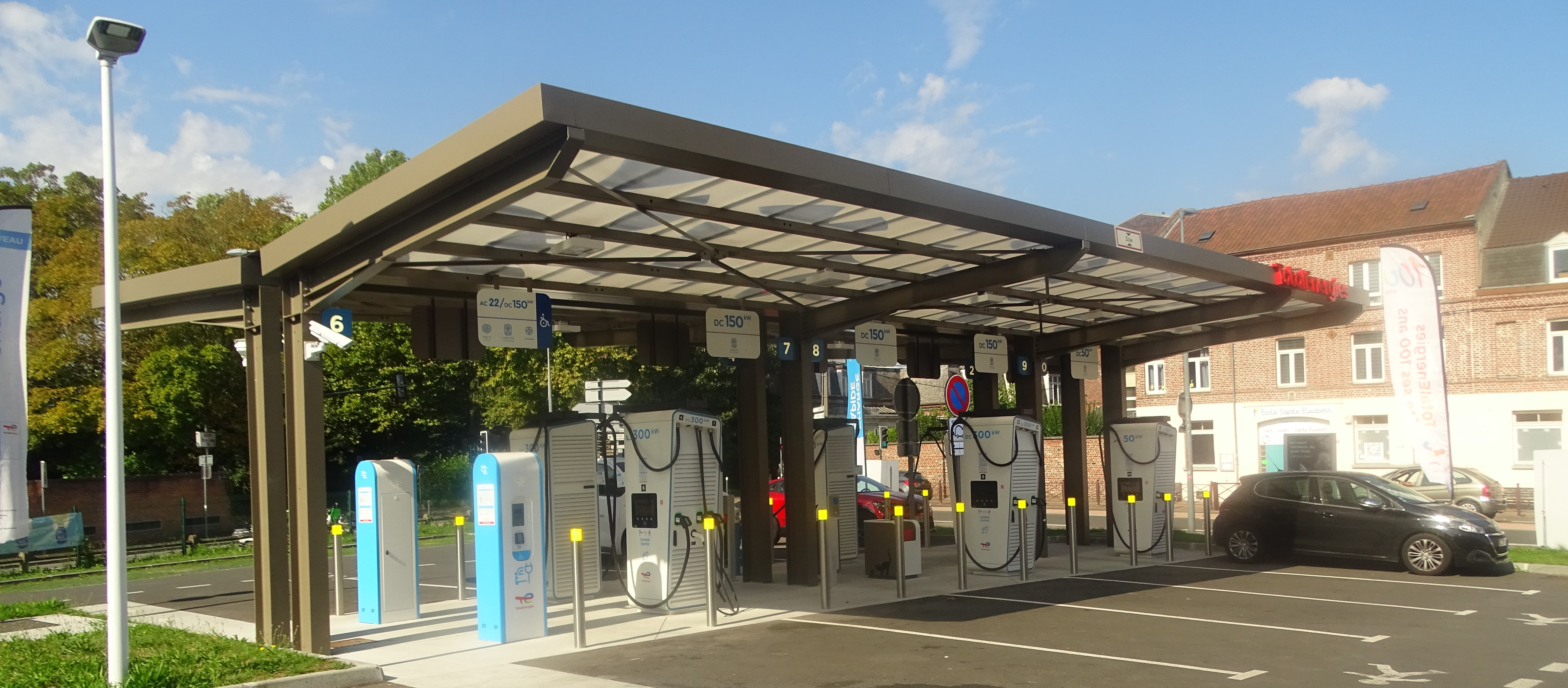
La station de recharge TotalEnergies de Lille Épinette à Lille, près de Loos, remplace en 2023 une station-service classique.

Fin 2024, 36 685 points de recharge ouverts au public ont été activés, contre 35 902 points en 2023 (+2,2 %). La France dispose de 154 694 points de recharge fin 2024, en progression annuelle de 31 %, répartis en 48 247 stations. Le taux d'équipement atteint donc 230 points pour 100 000 habitants. Parmi ceux-ci, 47 % sont en courant alternatif triphasé, jusqu’à 22 kW, 32 % en courant alternatif monophasé jusqu’à 7,4 kW et 18 % en courant continu, dont 10 % ultra-rapide de plus de 150 kW. Ils sont installés pour 44 % au niveau des commerces, pour 32 % dans des parkings, pour 17 % sur la voirie, pour 5 % sur des sites d'entreprises. En décembre 2024, le nombre moyen de sessions par point a atteint un nombre record de 25,7, contre moins de 20 en décembre 2023, et 70 % des points étaient disponibles 99 % du temps, mais 5 % ont été indisponibles plus de sept jours consécutifs,.
Au 31 décembre 2023, la France comptait 118 009 points de recharge ouverts au public, soit 175 points pour 100 000 habitants, en progression de 44 % en un an. Ils se situaient dans des commerces pour 41 %, sur des parkings pour 35 %, sur la voirie pour 19 %, dans des entreprises pour 5 %. Leur puissance totale s’élève à 4 309 255 kW contre 2 212 391 kW au 31 décembre 22, soit un quasi-doublement en un an. Leur taux de disponibilité (ni en maintenance, ni hors service) était de 81 % en décembre 2023,.
Le 4 mai 2023, la France atteint son objectif de 100 000 bornes de recharge, avec 16 mois de retard. Le rythme d'installations est passé de 3 000 à 5 000 bornes par an avant 2020 à 3 000 à 4 000 par mois en 2023. La France dispose du deuxième plus vaste réseau public en Europe, derrière les Pays-Bas (125 000 points) mais devant l'Allemagne (85 000 bornes). Emmanuel Macron a fixé un nouvel objectif : 400 000 bornes en 2030. Plus d'un tiers des bornes françaises sont implantées dans des commerces, un peu moins d'un tiers dans des parkings publics et un quart en voirie, le solde dans les entreprises. Les bornes de puissance égale ou supérieure à 150 kW représentent fin mars 6 % du parc, contre 86 % pour celles d'une puissance inférieure ou égale à 22 kW. Selon l'Avere, seulement 13,6 sessions de recharge par borne ont été enregistrées sur l'ensemble du réseau public en mars 2023, soit moins d'une utilisation tous les deux jours en moyenne.
Au 31 décembre 2022, la France comptait 82 107 points de recharge ouverts au public, soit + 53 % en un an. En 2022, 8 472 stations contenant 28 840 points de recharge ouverts au public ont été installées. La région Île-de-France possède 15 667 points de recharge, devant Auvergne-Rhône-Alpes (9 859) et l'Occitanie (8 264). Ces points de recharge sont situés à 36 % sur des sites commerciaux, à 35 % sur des parkings, à 24 % sur la voirie, à 4 % sur des sites d'entreprises et pour 1 % sur d'autres sites. Leur puissance est inférieure à 7,4 kW dans 35 % des cas, 53 % se situent entre 7,4 et 22 kW et 12 % dépassent 22 kW. Le nombre moyen de sessions de recharge par point de recharge et par mois est passé de moins de huit en décembre 2021 à 15 en décembre 2022. Le taux de disponibilité varie entre 76 % pour les bornes les plus puissantes (>150 kW) et 85 % pour les moins puissantes.
Selon Enedis, la France a passé en juin 2022 le cap du million de points de recharge pour les véhicules électriques ; ce nombre de points raccordés au réseau a doublé entre fin 2020 et le printemps 2022. Parmi ceux-ci, 434 000 points sont situés chez les particuliers, 89 % des conducteurs d’électriques faisant la recharge principale de leur voiture à domicile, et 516 000 points sont installés dans les entreprises. Environ 60 000 points de recharge, soit 6 %, sont accessibles au public.
|       |                    | DC (courant continu) | DC (courant continu) | DC (courant continu) | DC (courant continu) |         | AC (courant alternatif) | AC (courant alternatif) | AC (courant alternatif) |
| Année | Points de recharge | ⩾ 350 kW             | 150 kW à 350 kW      | 50 kW à 150 kW       | < 50 kW              | > 22 kW | 7,4 kW à 22 kW          | < 7,4 kW                |                         |
| ----- | ------------------ | -------------------- | -------------------- | -------------------- | -------------------- | ------- | ----------------------- | ----------------------- | ----------------------- |
| 2012  | 1 800              |                      |                      |                      |                      |         |                         |                         |                         |
| 2013  | 5 300              |                      |                      |                      |                      |         |                         |                         |                         |
| 2014  | 8 600              |                      |                      |                      |                      |         |                         |                         |                         |
| 2015  | 10 161             |                      |                      |                      |                      |         |                         |                         |                         |
| 2016  | 14 799             |                      |                      |                      |                      |         |                         |                         |                         |
| 2017  | 20 048             |                      |                      |                      |                      |         |                         |                         |                         |
| 2018  | 24 808             |                      |                      |                      |                      |         |                         |                         |                         |
| 2019  | 28 537             |                      |                      |                      |                      |         |                         |                         |                         |
| 2020  | 32 736             |                      |                      |                      |                      |         |                         |                         |                         |
| 2021  | 53 667             | 1 %                  | 0 %                  | 4 %                  | 2 %                  | 2 %     | 55 %                    | 36 %                    |                         |
| 2022  | 82 107             | 1 %                  | 3 %                  | 4 %                  | 2 %                  | 2 %     | 53 %                    | 35 %                    |                         |
| 2023  | 118 009            | 4 %                  | 4 %                  | 6 %                  | 2 %                  | 1 %     | 50 %                    | 33 %                    |                         |
| 2024  | 154 694            | 5 %                  | 5 %                  | 6 %                  | 2 %                  | 1 %     | 47 %                    | 32 %                    |                         |

Le graphique qui aurait dû être présenté ici ne peut pas être affiché car il utilise l'ancienne extension Graph, désactivée pour des questions de sécurité. Des indications pour créer un nouveau graphique avec la nouvelle extension Chart sont disponibles ici.

L'Avere France publie des données sur l'utilisation des points de recharge : en octobre 2022, les utilisateurs ont effectué en moyenne 14 sessions de recharge sur l’ensemble du mois, soit seulement une tous les deux jours, contre sept sessions par mois en octobre 2021, ce qui témoigne du développement de la mobilité électrique, d'autant plus qu'en un an le nombre de points a augmenté de 53 %. Le taux de disponibilité des bornes est de 82 %, justifiant les critiques fréquentes sur le taux de pannes trop élevé.
La France compte en 2022 de nombreuses start-ups spécialisées dans la recharge : Electra, spécialisée dans la recharge ultrarapide dans les zones denses, a levé 160 millions d'euros en 2022 ; Bump, qui propose une solution de recharge pour les professionnels (autopartage, logistique, etc) et installe des points de charge chez les propriétaires fonciers, a levé 60 millions d'euros ; ZePlug, qui installe à ses frais une infrastructure de recharge dans les copropriétés, vient de réunir un tour de table de 240 millions d'euros ; Stations-e, qui installe, exploite et gère la maintenance des stations de recharge dans les territoires périurbains, a levé 30 millions d'euros en 2021 ; Yespark simplifie la location longue durée de parking ; Mob Energy a créé un robot chargeur mobile baptisé « Charles » capable de faire de la recharge sur les parkings ; WattPark, le « Airbnb de la recharge », met en relation les détenteurs de bornes et les conducteurs de véhicules électriques ; NW Groupe, qui fournit des capacités de stockage réparties sur le territoire, a installé 275 stations J Box d'une capacité totale de 344 MW depuis 2010, et a levé 300 millions d'euros en 2022.
Au 31 décembre 2021, la France comptait 53 667 points de recharge ouverts au public contre 32 736 points un an plus tôt. La progression atteint +64 % ; plus de 21 000 points de charge supplémentaires ont été installés en un an alors que le rythme était de 4 000 par an les trois années précédentes. La région Île-de-France possède 10 113 points de recharge, devant Auvergne-Rhône-Alpes (5 937) et la Nouvelle-Aquitaine (5 453). 38 % des points de recharge se situent dans les parkings, 34 % dans les rues, 26 % dépendent des commerces et 2 % des entreprises. 36 % des bornes ont une puissance inférieure à 7,4 kW, 55 % sont entre 7,4 et 22 kW et 9 % dépassent 22 kW,.
En France, 88 % des propriétaires de véhicules 100 % électrique ou hybrides rechargeables sondés par Enedis au début de 2021 n'utilisent jamais ou presque jamais les bornes de recharge publiques. Les voitures électriques sont préférentiellement (81 %) rechargées aux horaires de nuit entre 18 h et 7 h le matin. Ces recharges nocturnes se font préférentiellement à domicile. Les propriétaires de véhicules électriques qui vivent dans une maison sont 89 % à les recharger chez eux, cette part tombant à 54 % pour ceux qui vivent dans un immeuble. La recharge sur le lieu de travail est le mode de recharge principal pour 5 % des personnes vivant en maison individuelle et pour 16 % de celles habitant un immeuble. L'utilisation préférentielle de bornes de recharge publiques est pratiquée par 5 % des personnes vivant en maison individuelle et 26 % de celles habitant un immeuble.
Selon le ministère de la Transition écologique, 43 700 bornes de recharge ouvertes au public sont répertoriées en France en juillet 2021, dont 2 700 bornes à haute puissance (entre 50 kW et 150 kW) et 1 100 bornes à très haute puissance (plus de 150 kW), soit 11 000 bornes de plus qu'à la fin de 2020. Le pays compte aussi 568 000 bornes privées, dans les parkings des entreprises, des copropriétés ou chez les particuliers. Selon le ministère, 164 des 415 aires d'autoroutes sont déjà équipées, et la moitié des aires du réseau concédé seront équipées fin 2022.
En mai 2020, la métropole du Grand Paris choisit le groupement industriel Métropolis pour déployer un réseau de 3084 bornes de recharge, dont 2582 sur les emplacements ex-Autolib et 502 nouveaux sites. Le déploiement doit commencer durant l'été 2020 et s'achever mi-2022.
Le 7 février 2020, Izivia (ex Sodetrel) coupe de manière définitive 189 bornes de recharge rapide sur 217. Ces bornes composaient le maillage principal des recharges rapides sur autoroute en France. Izivia et le fabricant de ces bornes, EVBox, se rejettent mutuellement la responsabilité des nombreux incidents techniques qui ont motivé cet abandon.
Fin 2019, le baromètre Avere-France/Gireve dénombre 28 666 points de recharge, en progression de 15 %, pour 213 000 véhicules légers électriques en circulation, soit presque un point de recharge pour sept voitures.
En août 2019, la France compte 27 661 points de recharge ouverts au public, pour près de 200 000 véhicules électriques en circulation, soit une borne pour 7,2 véhicules électriques (la recommandation européenne préconise un taux d'un pour dix) ; mais il reste des zones blanches, comme la Haute-Loire ou la Corse, et les utilisateurs déplorent surtout la piètre qualité du réseau : bornes non branchées, défectueuses, incompatibles avec la voiture, ainsi que la multiplicité des opérateurs, qui entraîne des tarifs variables et souvent obscurs. Par ailleurs, le pays compte 120 000 points de recharge en entreprise et 92 000 chez les particuliers ; au total, 212 000 points de recharge sont installés. Le principal point noir concerne les copropriétés : installer une borne à domicile reste un parcours du combattant pour les 44 % de Français vivant dans des logements collectifs. Depuis 2014, en vertu du droit à la prise, les assemblées générales de copropriétaires ne peuvent s'opposer à la pose d'une borne dans le parking d'un immeuble, mais elles doivent néanmoins être informées ;compte tenu des délais de convocation des assemblées générales, cela peut parfois prendre plus d'un an. La loi d'orientation des mobilités (LOM) impose un pré-câblage sur au moins 10 % des places dans les constructions neuves, mais le problème reste entier dans les immeubles anciens, la LOM se contentant de les obliger à faire passer le sujet en assemblée générale avant 2023. Le dispositif Advenir, piloté par l'Avere-France, a été ouvert début juillet aux copropriétés, à hauteur de 50 % du coût ; l'Avere-France compte équiper 3 000 copropriétés d'ici 2022.
Avec 22 308 bornes accessibles à tous, réparties sur 8 320 stations ouvertes au public, la France comptait au 1er janvier 2018 un point de recharge accessible à tous pour 5,7 véhicules électriques en circulation (6,8 en comptant les voitures hybrides rechargeables). Ce taux est jugé satisfaisant par l'Avere-France, qui pointe cependant l'inégalité de la répartition géographique et le nombre insuffisant de bornes de recharge rapide. Quant à la recharge privée, elle comprend 58 000 points de recharge installés à domicile et 79 000 points de recharge dans les entreprises, pour les 127 000 véhicules électriques et 25 000 voitures hybrides rechargeables en circulation ; plus de 90 % des recharges se font à domicile ou sur le lieu de travail, l'utilisation des bornes publiques reste occasionnelle. La principale difficulté concerne les copropriétés : depuis l'instauration en 2014 du droit à la prise, les assemblées générales de copropriétaires ne peuvent plus s'opposer à la pose de prises de recharge, mais elles doivent être informées, ce qui introduit des délais pénalisants.
Dans une présentation devant la commission des affaires économiques de l'Assemblée nationale, l'Avere-France a annoncé une prévision de 45 000 bornes en 2020.
Le réseau Métropolis de la Métropole du Grand Paris (hors Capitale) met en service ses premières bornes en décembre 2020 à Rueil-Malmaison. Il prévoit 5 000 points de recharge d’ici 2022 dans les 130 communes de la métropole.
Total annonce son objectif de 150 000 points de recharge en Europe à l’horizon 2025, dont 500 stations à fin 2022 équipées de bornes haute puissance 175 KW ; en France, 300 de ces stations à bornes ultra-rapides seront déployées le long du réseau routier national, autoroutes comprises, avec une station tous les 150 kilomètres, et le reste en zone urbaine.
Un décret de février 2021 fixe l'objectif d'équiper de bornes de recharge rapide les 440 stations d'autoroutes françaises au plus tard le 1er janvier 2023, et y consacre une enveloppe de 100 millions € dans le cadre du programme Advenir. Fin mars 2022, 64 % des aires d'autoroutes sont raccordées ou en cours de raccordement, contre 18 % un an auparavant.
Engie lance en juin 2023 sa nouvelle marque dédiée à la mobilité électrique, Engie Vianeo, qui compte installer 11 000 points de recharge d’ici 2025.
Fin juin 2023, 366 des 369 aires de services d'autoroute sont équipées, soit 2 922 points de charge. 83 % des bornes ont une puissance supérieure à 150 kW. La filière des sociétés d'autoroutes collabore avec les services de l'État à une sorte de plan national à horizon 2035, envisageant environ 25 000 points de recharge.
Le 27 octobre 2023, le gouvernement annonce de nouvelles mesures de stimulation du développement des réseaux de recharge pour voitures électriques afin d'atteindre son objectif de 400 000 bornes de recharge en 2030. Le programme Advenir reçoit une rallonge de 200 millions d'euros pour soutenir l'installation de bornes dans les copropriétés, de nouvelles stations de recharge à faible puissance en voirie, et des installations réservées aux poids lourds. Par ailleurs, 68 millions d'euros sont attribués dans le cadre de France 2030 pour cofinancer 12 nouveaux projets couvrant près de 2 500 points de recharge rapide ou ultrarapide. Un rapport publié par l'Avere estime que le budget carburant annuel d'un conducteur « typique », c'est-à-dire effectuant 85 % de ses recharges à son domicile, serait trois fois plus faible que celui d'une voiture à essence ou diesel.
En novembre 2024, la France dispose en moyenne de 13,3 bornes de recharge disponibles pour 100 km de route. Le pays se place ainsi en 10e position des pays de l'Union européenne, les Pays-Bas étant en première position avec 121,6 bornes de recharges pour 100 km de route.
Selon une étude publiée en juin 2025 par l’Association nationale pour la formation automobile (ANFA) et l’Observatoire des métiers des services de l’automobile, la filière d'infrastructures de recharge pour véhicules électriques (IRVE) compte 5 400 structures et mobilise environ 24 000 emplois en France, dont 19 500 d'installateurs et mainteneurs,.

#### Pays-Bas
Le gouvernement néerlandais a décidé que tous les nouveaux véhicules mis sur le marché après 2030 devront être « zéro émission ». Il vise 900 000 points de recharge à cet horizon, dont la moitié en réseaux publics. Les Pays-Bas sont dans une situation particulière, car l'habitat individuel représente moins de 15 % des logements dans le pays (contre près de 40 % en France). Les Néerlandais rechargent donc peu dans leurs garages et beaucoup dans les réseaux publics, qui assurent la moitié des rechargements ; le réseau néerlandais représente à lui seul un quart des bornes publiques en service dans l'Union européenne. Total annonce le 22 janvier 2020 avoir signé avec la région métropolitaine d'Amsterdam le « plus grand marché public de recharge pour véhicules électriques en Europe » pour installer et exploiter jusqu'à 20 000 bornes de recharge publiques.

#### Suisse
La Suisse souhaitant atteindre la neutralité carbone d'ici 2050, l'électrification du transport routier y joue un rôle important. La conseillère fédérale Simonetta Sommaruga a rencontré des représentants cantonaux, communaux, des industries automobile et électrique ainsi que du secteur immobilier, afin de discuter "d’objectifs plus ambitieux" pour les véhicules électriques et les infrastructures, mais rien n’a encore été décidé.
Les fournisseurs d'électricité jouent ici un rôle prépondérant en soutenant des projets de bornes de recharge publiques et à domicile : Romande Energie propose à ses clients des solutions pour l'installation de bornes de recharge à leur domicile, y compris pour les locataires et le fournisseur d'énergie Viteos propose à ses clients des solutions pour l'installation de bornes garanties 100 % alimentées en énergie renouvelable.

#### Belgique
En septembre 2022, Engie annonce un programme d'installation de 2 800 stations de recharge dans les régions flamandes d’Anvers, Limbourg et en Flandre Occidentale en deux ans (5 600 points de charge).

#### Luxembourg

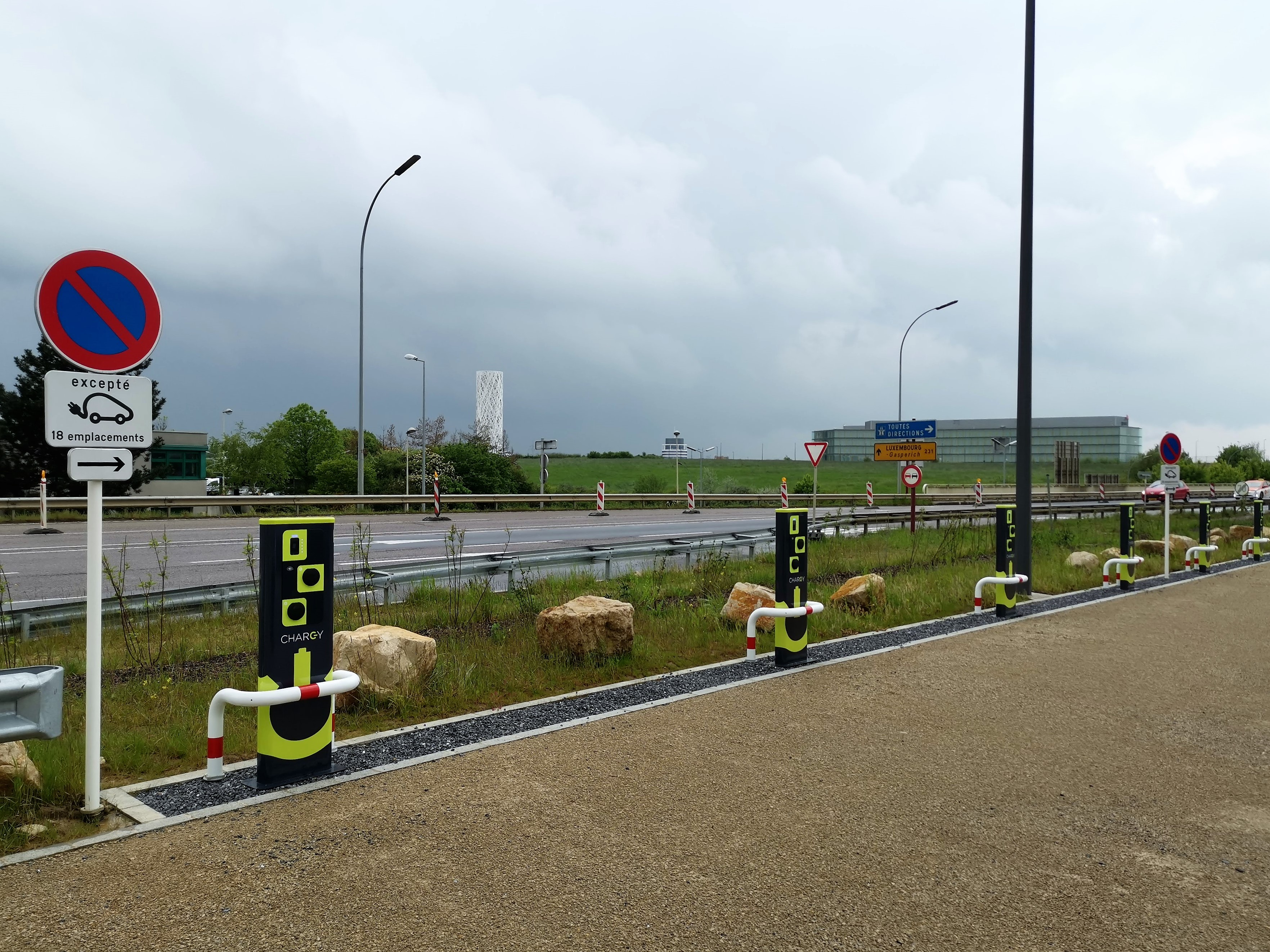
Bornes Chargy au parc relais d'Howald, près de la gare éponyme au sud de Luxembourg-Ville.

Le Luxembourg a mis en place en 2016 un projet de réseau national de bornes de recharge nommé Chargy qui doit compter d'ici 2021 800 bornes (sur la voie publique ou en parc relais), chacune pouvant recharger deux voitures à la fois ; en janvier 2019, 277 bornes ont été installées,.
Le système est toutefois critiqué pour des pannes ou la recharge jugée trop lente par les utilisateurs.
En janvier 2021, le déploiement de 88 bornes de recharge rapide SuperChargy sur 19 stations est annoncé d'ici 2023, la première station équipée est inaugurée le 20 janvier 2021 ; en parallèle, le réseau de bornes classiques atteint les 600 unités dont 460 sur la voie publique.

### Stations de recharge en Europe
L'Europe compte en 2018 environ 145 000 points de recharge disponibles.
Le graphique qui aurait dû être présenté ici ne peut pas être affiché car il utilise l'ancienne extension Graph, désactivée pour des questions de sécurité. Des indications pour créer un nouveau graphique avec la nouvelle extension Chart sont disponibles ici.

Source : EAFO and Ricardo elaboration 2021/0223 (COD) Proposal for a REGULATION OF THE EUROPEAN PARLIAMENT AND OF THE COUNCIL on the deployment of alternative fuels infrastructure, and repealing Directive 2014/94/EU of the European Parliament and of the Council

Une enquête menée en 2018 par Transport et Environnement (T&E), ONG qui fédère 58 associations européennes actives dans la défense de l’environnement et la promotion des mobilités « durables », révèle que seulement 5 % des recharges de batteries se font sur des bornes publiques et que le réseau européen compte déjà un point de charge pour cinq voitures électriques, soit bien plus que la recommandation européenne d’un pour dix ; en Norvège, pays le plus avancé dans l’électrification du parc automobile, la proportion d’usagers de VE, utilisant quotidiennement une borne de charge publique, était de 10 % en 2014, mais elle a chuté à seulement 2 % en 2017 ; moins de 15 % des conducteurs utilisent une borne au moins une fois par semaine. Le principal frein à l’adoption de l’électromobilité par les conducteurs n’est pas le manque de bornes, mais le faible nombre de modèles électriques mis sur le marché par les constructeurs. Selon T&E, l’augmentation de l’autonomie des nouveaux véhicules électriques devrait réduire, au cours des prochaines années, le rythme du développement des réseaux de bornes. Il subsiste cependant un obstacle pour les automobilistes habitant en copropriété : la loi reconnaît un droit à la prise, mais 10 à 20 % des cas posent toujours problème, car lors de l’installation d’un point de charge, l’assemblée générale des copropriétaires peut légalement s’opposer dans un délai de six mois ; l'installation peut bénéficier d’aides financières : le programme gouvernemental Advenir rembourse ainsi 50 % du prix de l’installation dans la limite de 960 € ; il est également possible en France de bénéficier d’un crédit d’impôt de 30 % sur l’achat de la borne.

#### Principaux réseaux de stations de recharge
Tesla a développé à partir de 2012 un réseau de stations de recharge dit « superchargeur » qui en juillet 2020 a passé le seuil de 2 000 stations, soit 18 000 bornes réparties dans 41 pays. En Europe, ce réseau totalise plus de 5 000 bornes réparties sur plus de 520 stations dans 29 pays. En France, il compte 640 bornes réparties dans 74 stations.
Le réseau de bornes de recharge de Lidl compte 402 stations de recharge déployées sur les parkings de ses supermarchés. Il offre une puissance de 7 et 22 kW AC ou 50 kW DC, à travers des connecteurs T2, Combo CCS et Chademo, selon les magasins.
Le consortium de constructeurs allemands Ionity (Volkswagen (marques Audi et Porsche), BMW, Daimler (Mercedes) et Ford)  s'est donné pour objectif d’installer 400 stations de charge ultra-rapide à travers l’Europe d’ici à fin 2019, dont une cinquantaine en France ; déployées le long des principaux axes routiers, ces stations disposeront en moyenne de six points de charge avec une puissance variant de 150  à   350 kW ; le consortium a commencé à travailler sur les 20 premières stations en 2017 et vise une centaine de déploiements en 2018.
En septembre 2019, le réseau Ionity compte déjà 173 stations de charge publiques. Il permet une recharge allant jusqu’à 350 kW DC.
Le réseau est ouvert aux utilisateurs de véhicules électriques équipés d’un connecteur au standard Combo CCS.
La Commission européenne a lancé le projet « Corridoor » afin de doter un axe autoroutier européen nord-sud de bornes de recharge rapide pour véhicules électriques ; pour la partie française de ce projet, elle a accordé son soutien financier à EDF pour installer 200 bornes en 2015, principalement sur les autoroutes de l'Est du pays. L'Europe apporte 4,5 millions d'euros sur un montant total de 10 millions d'euros. En 2018, le réseau Corri-Door a enregistré une hausse de fréquentation de 80 % avec 40 000 charges contre 22 500 en 2017 ; le temps moyen de charge a été de 32 minutes ; les prises CHAdeMO demeurent majoritaires (38 %), suivies de près par les prises Combo (36 %) et les 26 % restants vont à la prise Type 2, majoritairement utilisée par la Renault Zoe. En partie financé par la Commission Européenne, le déploiement d'un réseau complémentaire de 300 nouvelles bornes sur environ 60 stations débutera à partir de 2020.
En septembre 2019, la partie française du réseau Corridoor compte 227 stations de recharge.

#### Gestionnaires de stations de recharge
En 2018, les groupes pétroliers européens amorcent leur diversification vers la fourniture de « carburant alternatif» électrique : la société BP rachète Chargemaster, le plus important réseau de bornes de recharge installé au Royaume-Uni avec plus de 6 500 bornes ; l'un de ses dirigeants avait déclaré en février 2018 que plus de 12 millions de véhicules électriques circuleront en 2040 sur les routes britanniques. Shell avait auparavant signé en novembre 2017 un partenariat avec des constructeurs automobiles pour installer des systèmes de recharge ultra-rapides sur les autoroutes d'Europe, et Total a annoncé son intention de financer l'installation de 300 bornes rapides en Europe.
En 2020, les investissements des groupes pétroliers européens continuent et s'accélèrent : Total achète le réseau Source London, jusqu’ici opéré par Bolloré, et reprend la gestion de l’intégralité des points de charge de l'ancien réseau Autolib à Paris ; le groupe opère 10 000 bornes en France, avec un objectif de 150 000 en Europe en 2025, dont 1 000 rapides. La société BPrachète FreeWire Technology aux États-Unis et l’Israélien StoreDot ; le groupe espère atteindre 70 000 bornes en 2030. Shell avait absorbé en 2017 la société Newmotion avec ses 30 000 points de charge et ses 80 000 bornes à domiciles.
En janvier 2021, Shell signe un accord portant sur l’acquisition complète d’Ubitricity, un des leaders de la fourniture d’infrastructures de recharge, présent au Royaume-Uni (2 700 points de recharge au Royaume-Uni, soit 13 % de part de marché), en Allemagne et en France.

#### Stations poids-lourds
Le 5 juillet 2021, les sociétés Volkswagen, Daimler et Volvo prévoient la création d'une réseau de 1 700 points de recharge poids-lourds pour un montant d'une demi milliard d'euros sur cinq années.
En 2022 est fondée Milence, une coentreprise néerlandaise tenue par trois poids lourds de l’industrie : Volvo Group, Daimler Truck et le groupe Traton (en) (filiale de Volkswagen, propriétaire notamment de MAN et Scania). La nouvelle entreprise installe en mars 2025 ses deux premiers chargeurs Megawatt Charging System (MCS) dans le port d’Anvers-Bruges, en Belgique. La station comprend 22 points de charge totalisant une puissance de 4 MW au standard CCS et 2,8 MW en MCS. Milence a pour objectif de disposer d’au moins 1 700 points de recharge de haute performance dans toute l’Europe d’ici 2027, dont 284 chargeurs MCS répartis sur 71 sites dans 10 États membres de l’Union européenne.
L'entreprise ouvre également en mars 2025 un corridor électrique de fret sur l'axe Barcelone-Lyon (700 km), comprenant trois stations de recharge à Perpignan, Béziers et Malataverne, équipées de bornes CCS de 400 kW de puissance maximale. Elle installe en outre le premier chargeur des Pays-Bas au standard MCS dans sa station pour camions électriques de Zwolle, au nord-est des Pays-Bas, premier jalon d’un corridor logistique devant relier Anvers à Stockholm. Cette station comprend neuf emplacements de recharge, dont huit sont desservis par des bornes rapides utilisant le standard CCS, et le neuvième, au standard MCS, peut délivrer jusqu’à 3,75 MW de puissance en courant continu, permettant, en théorie, de recharger un camion électrique en 30 à 45 minutes.

### Stations de recharge aux États-Unis et au Canada
| \| \| \| \| \| \| |                                                 |
| Stations de recharge aux États-Unis: - Haut-gauche: Laddstolpe i Kanada - Haut-droite: charge d'une moto Brammo Empulse à une station AeroVironment. - Bas-gauche: Recharge d'une Nissan Leaf à une station NRG Energy eVgo à Houston, Texas. - Bas-droite: Des Toyota Prius en recharge aux stations publiques de San Francisco (2009). |                                                 |
| Laddstolpe i Kanada | Electric motorcycle at an AeroVironment station |
| Nissan Leaf recharging in Houston, Texas | Toyota Priuses at public station, San Francisco |

#### Stations de recharge au Canada
Le Canada et ses provinces ont développé un réseau de recharges électriques.
Le 7 avril 2011, le premier ministre du Québec, communique le Plan d'action 2011-2020 sur les véhicules électriques (PAVE).
Le Canada dispose en 2020 d'un réseau de bornes de recharge rapide de véhicules électriques d’un océan à l’autre, promu sous le terme de Transcanadienne électrique, et constitué d'une borne tous les 250 kilomètres depuis Halifax jusqu'à Victoria.
Le Circuit électrique se considère comme le premier réseau de bornes de recharge publiques pour véhicules électriques du Canada. Il dispose de 620 bornes de recharge publiques dans 16 régions du Québec en 2016, année où il s'étend au Québec. Suivant les bornes, la recharge se fait en 240 volts ou 400 volts.
Le Canada dispose de nombreuses subventions provinciales et municipales pour faciliter l'achat de bornes de recharge. Ainsi le Québec a lancé le programme « Roulez Vert » qui offre jusqu'à 600$ de subvention.

#### Stations de recharge aux États-Unis
En mai 2019, les États-Unis comptent 20 000 stations de recharge de véhicules électriques avec 68 000 connecteurs. Ces stations sont de type « mode 2 » et « courant continu » (mode 4). Elles comprennent en 2019 10 860 bornes à courant continu, soit 16 %. Ce décompte prend en compte à la fois les stations de recharges publiques et privées mais non résidentielles, qui peuvent inclure des stations de recharge d'entreprises.
Le graphique qui aurait dû être présenté ici ne peut pas être affiché car il utilise l'ancienne extension Graph, désactivée pour des questions de sécurité. Des indications pour créer un nouveau graphique avec la nouvelle extension Chart sont disponibles ici.

Aux États-Unis les motos se rechargent en 2020 sur des stations de mode 2 (240 volts, courant alternatif) mais ne permettent pas une recharge depuis les bornes en courant continu ni depuis une station Tesla.
Le plan d’investissement massif dans les infrastructures présenté fin mars 2021 par le président Joe Biden allouerait 174 milliards $ (148 milliards €) au véhicule électrique, dont en particulier 15 milliards $ pour passer à 500 000 bornes en 2030 contre 100 000 en 2021,.
Le 9 juin 2022, le gouvernement fédéral américain dévoile les plans de son programme national de recharge. Les objectifs à atteindre d’ici à 2030 sont : 500 000 bornes au total, quatre bornes à 150 kW par site minimum, chaque site à 80 km au maximum des autres et à moins de 1,5 km d’une autoroute.
En juillet 2023, sept groupes automobiles parmi les plus importants au monde s'associent pour créer un réseau de recharge  en Amérique du Nord. L’objectif de cette coentreprise, qui réunit BMW, General Motors, Honda, Hyundai, Kia, Mercedes et Stellantis, est d’installer au moins 30 000 stations de recharge ultra rapide.
En mai 2024, le Joint Office of Energy and Transportation dénombre 183 000 points de charge, soit deux fois plus qu'au début 2021, dont 43 000 points de recharge rapide. Il fait état de 9 000 points inactifs (en panne ou en maintenance), dont 8 500 points de recharge rapide.
En janvier 2025, Donald Trump signe un décret annulant les subventions allouées au développement des bornes de recharge dans le cadre du programme National Electric Vehicle Infrastructure (NEVI), lancé par Joe Biden en 2022,,.
En 2024, le nombre de chargeurs pour voitures électriques en Californie est passé de 105 012 à 178 549, soit près de 50 % de plus que de pompes à essence (120 000). Par ailleurs, 700 000 chargeurs privés sont installés dans les maisons individuelles.

### Stations de recharge en Chine

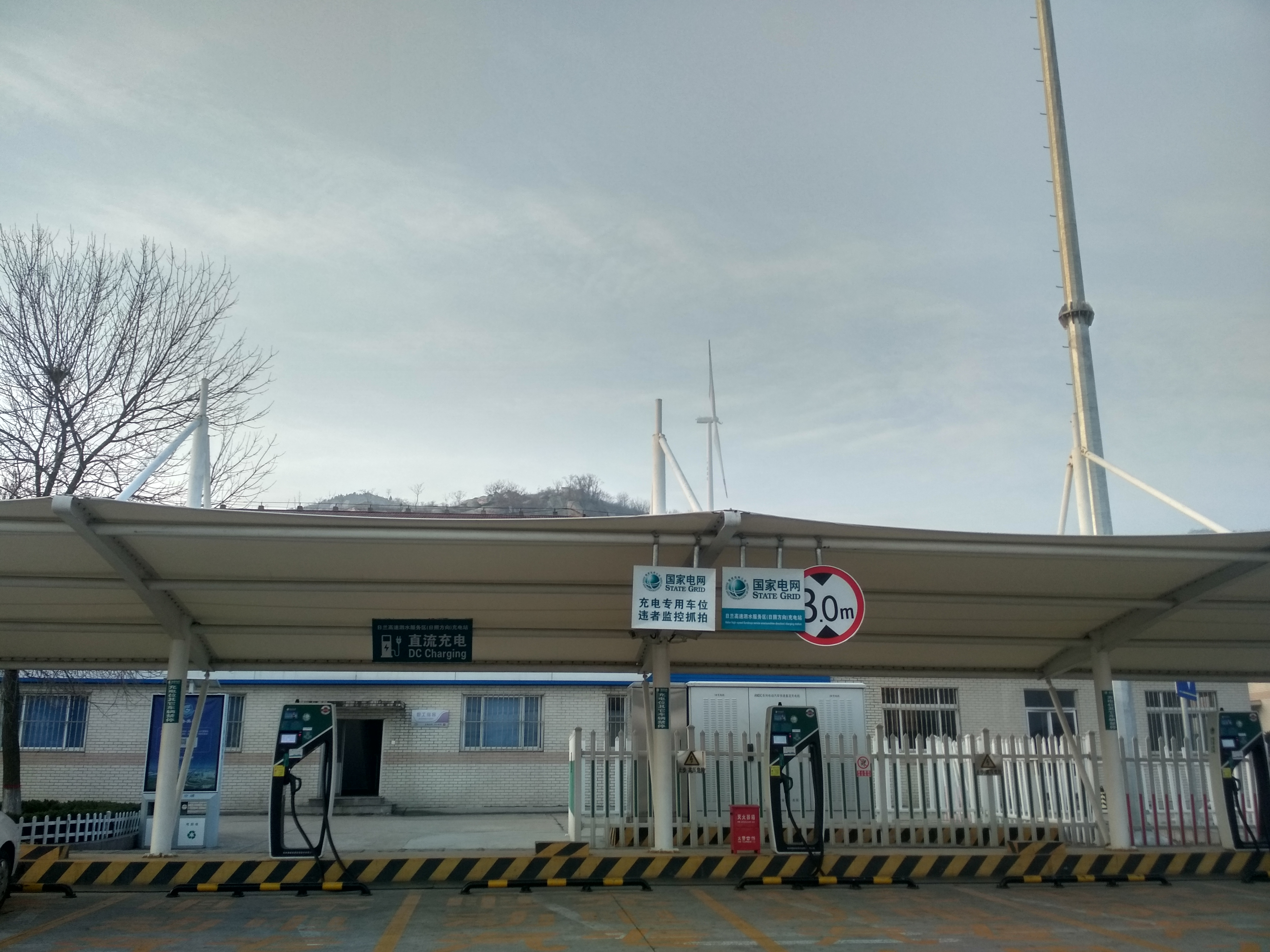
Station de recharge de véhicules électriques dotée de trois bornes avec inscription en Caractères chinois complétée des mentions en caractères latins : State Grid et DC.

En juin 2025, la Chine compte 14,4 millions de points de charge, dont 3,5 millions de points de charge publics, pour une flotte de 31,4 millions de voitures électriques. Le gouvernement chinois annonce le déploiement de 100 000 points de charge ultra-rapide à plus de 1 000 kW d’ici à la fin de l’année 2027.
Au 31 décembre 2021, la Chine compte 2,617 millions de bornes de recharge, dont plus d’un tiers ont été installées en 2021, soit 936 000 nouvelles implantations (+193 %) ; 1,147 million de bornes sont gérées par des opérateurs publics. On compte une borne de recharge pour trois ou quatre voitures électriques. Ces bornes sont réparties dans 74 700 stations, soit 35 bornes par station.
La Chine a installé 284 000 bornes publiques de recharge en 2020, soit plus que l'ensemble du réseau américain, selon les données publiées par BloombergNEF ; elle compte ainsi plus de 850 000 bornes accessibles au public, environ trois fois plus qu'en 2018 ; elle concentre ainsi les deux tiers de toutes les bornes publiques installées dans le monde. À cela s'ajoutent quelque 900 000 autres points de recharge privés, installés à domicile et sur le lieu de travail, selon China Electric Vehicle Charging Infrastructure Promotion Alliance (EVCIPA). La Chine dispose d'un point de recharge pour cinq véhicules électriques, contre 20 aux États-Unis. La Chine a récemment réorienté ses efforts de subvention vers la construction d'un vaste réseau de stations de recharge, tout en réduisant les incitations axées sur les consommateurs.
En mai 2019, la Chine compte 401 000 stations de recharge publiques, dont 229 000 en courant alternatif, 171 000 en courant continu et 500 permettant les deux types de courant, d'après China Electric Vehicle Charging Infrastructure Promotion Association. Ces stations comptaient 976 000 bornes de recharge. Les principaux utilisateurs de ces bornes sont les bus électriques, les véhicules électriques à passagers, les véhicules électriques sanitaires et les taxis électriques. En mai 2019, 359 million de kWh ont été distribués par ce réseau. 75 % du réseau se trouve dans les provinces de Beijing, Shanghai, Tianjin, Anhui, Guangdong, Hubei, Hebei, Jiangsu, Shandong et Zhejiang.
Sept sociétés chinoisent gèrent plus de 10 000 stations de recharge :
| Chaîne                           | Stations de recharge |
| -------------------------------- | -------------------- |
| Qingdao Teld New Energy Co., Ltd | 131 000              |
| State Grid Corporation of China  | 88 000               |
| Star Charge                      | 83 000               |
| EV Power                         | 21 000               |
| AnYo Charging                    | 17000                |
| Potevio (en)                     | 14000                |
| Shenzhen Car Energy Network      | 10000                |

La Chine compte installer 500 000 stations de recharge électrique d'ici 2020.
Shanghai a prévu de construire au moins 100 000 stations de recharge en trois années.
La province du Yunnan prévoit de construire 200 000 stations de recharge d'ici fin 2021.
Le marché chinois des véhicules électriques est dominé par les fabricants nationaux.

## EV Plug Alliance
L’EV Plug Alliance est une association qui réunit 21 industriels européens afin de garantir un label de conformité des connexions avec le projet de norme CEI dans le cadre de l’adoption d’un standard européen pour les branchements d’infrastructure de véhicule électrique.
EV Plug Alliance soutient une solution assurant le plus haut niveau de sécurité grâce à l’expertise de ses membres : Schneider Electric, Legrand, Scame, Nexans, etc.
Le produit proposé par l’Alliance permet de recharger son véhicule électrique en toute sécurité alliant connexion, prise et fiche ; la protection des personnes est assurée par des obturateurs plastiques. Ainsi, tout contact accidentel avec les parties sous tension est évité, pour une utilisation domestique comme dans les lieux publics. Le standard Type 3 de la CEI est privilégié dans ce projet, une puissance de charge allant jusqu’à 24 kW (l’équivalent de la recharge « accélérée »), sur des installations de type monophasé ou triphasé.
« L'EV Plug Alliance est ouverte à tout nouveau membre, et notre premier objectif consiste à réunir un maximum d'acteurs concernés. Plus nous nous fédérerons, plus nous nous donnerons de chances de mettre en place un écosystème avec une norme reconnue, grâce à laquelle nous pourrons développer des solutions et des applications concrètes pour révolutionner l'infrastructure de charge électrique » ont déclaré les trois cofondateurs de l'EV Plug Alliance ; Philippe Delorme, Directeur Général Stratégie et Innovation de Schneider Electric ; Jean-Charles Thuard, Directeur de la Stratégie et du Développement de Legrand ; et Gianpietro Camilli, Directeur Développement Marketing et Produits de Scame.

## Projets en Europe et au Royaume-Uni

### SAVE
Le projet SAVE est porté par l’Alliance Renault-Nissan, EDF, la Région Ile de France, le Conseil Général des Yvelines, l’EPAMSA, Schneider Electric et Total. Le budget est de 23 millions d’euros.
Le projet SAVE vise à déployer une centaine de véhicules électriques et plus de 200 points de charge pour une expérimentation à grande échelle,.
Ce projet se déroule jusqu’en juillet 2012. Un bilan est présenté le 8 juillet 2013.

### VHR Strasbourg
Le 26 avril 2010, à Strasbourg, débute le projet français VHR avec EDF, Toyota, Schneider Electric, Hager et la ville de Strasbourg. Ce projet dure trois ans et concerne une centaine de véhicules électriques hybrides. C'est un projet Européen avec pour objectif de rassembler des enseignements sur l’utilisation en conditions réelles des Véhicules Hybrides Rechargeables (VHR) de Toyota et d’étudier le comportement des utilisateurs vis-à-vis de la charge à travers la mise en place d’un réseau dédié.
EDF et Toyota ont formé un partenariat qui a pour vocation d’expérimenter,.
Ce projet a pour objectif de sensibiliser le public à un nouveau mode de transport, impliquant de nouvelles habitudes à prendre en termes de rechargement et d’utilisation du véhicule. Pour les entreprises participantes, il permet une première approche du marché. Elles seront capables de récolter les informations relatives aux besoins des consommateurs et d’adapter l’énergie aux modes de recharge privilégiés.

### Infini drive
Cette section est promotionnelle ou publicitaire (mars 2025). Considérez son contenu avec précaution et/ou discutez-en.
Le projet Infini DRIVE est un projet français de recherche et d'innovation expérimentale qui a pour but d'établir un standard pour la recharge massive des flottes de véhicules électriques. Commencé en 2011, le projet Infini DRIVE prendra fin en 2014. Infini DRIVE rassemble huit partenaires complémentaires : Greenovia - filiale de la Poste, coordinateur, La Poste - engagée auprès de l'État à s'équiper de 10 000 véhicules électriques, ERDF - engagé auprès de l'Etat à s'équiper de 2 500 véhicules électriques, G2mobility - start-up qui fournit les bornes de recharges intelligentes et les systèmes de gestion de l'énergie, Docapost - filiale de la Poste, Armines, I3M, Loria.
Ce projet pionnier de R&D est piloté en particulier, par ERDF et Le Groupe La Poste. Ce projet innovant d'intérêt général, a obtenu le financement de l'ADEME. Il permettra de concevoir un standard de gestion intelligente des recharges pour les flottes d'entreprises et des collectivités.
Entre 2012 et 2015, Le Groupe La Poste devrait déployer environ 10 000 véhicules électriques. Cette expérimentation est menée dans quatre villes : Nice, Grenoble, Nantes et Paris.
ERDF a annoncé en décembre 2012, vouloir intégrer plus de 2000 véhicules électriques dans sa flotte, soit plus de 10 % de son parc de véhicules utilitaires légers.
Le 13 septembre 2013, le Groupe La Poste, a publié un point d'étape de la première année de développement de ce projet, sur 12 sites d'expérimentation.

### SUDI
SUDI, pour « Sustainable Urban Design & Innovation », est un projet français d'une station autonome de recharge d’énergie, pour les véhicules électriques.

### Source London
La municipalité de Londres (Transport for London) a annoncé, le 12 décembre 2013, que la société IER (filiale du groupe français Bolloré) allait assurer, à compter de l'été 2014, le développement et la gestion de l'actuel réseau de bornes comportant 1 400 points de charge. Elle souhaite développer plus d'un millier de stations pour y adosser un service d'autopartage similaire à celui d'Autolib' à Paris. L'objectif étant de disposer, à la fin 2020, d'une infrastructure de 6 000 bornes électriques.

## Fabricants de stations de recharge
Les principaux fournisseurs et fabricants de stations de recharge offrent une gamme d’options allant des simples postes de recharge pour usage sur rue aux stations de recharge pour stationnements intérieurs en passant par les stations de recharge automatisées intégrées aux équipements de distribution d’électricité.

## Rentabilité
Une station de recharge rapide coûte environ 1 000 € par  kilowatt (kW) en 2021 ; une borne de 50 kW coûte donc environ 50 000 €, une borne de 175 kW, de l'ordre de 175 000 €. Ce type d'installation n'est donc amorti qu'en plusieurs années, en particulier pour une utilisation moyenne de trois recharge par jour.
Les bornes ultrarapides (plus de 150 kW) sont les plus coûteuses : environ 100 000 € par borne, soit entre 500 000 et 1 million € pour une station, et les plus longues à rentabiliser : sept à dix ans selon BlackRock, actionnaire de Ionity.
Malgré un niveau élevé d'incertitude sur leur rentabilité, les grands énergéticiens (TotalEnergies, EDF, Engie), les constructeurs automobiles (Stellantis, Renault) et les startups spécialisées (Ionity, Allego, Power Dot, Fastned, Electra) investissent massivement dans les bornes rapides, afin de mettre la main sur les meilleurs emplacements. Le retour sur investissement dépend logiquement de la fréquentation. Sur autoroute, la réglementation impose un surdimensionnement, car les stations doivent pouvoir faire face aux grands chassés-croisés des vacances. La rentabilité de ces points de recharge se calcule donc à très long terme. Pour les bons emplacements, une station peut être rentabilisée sur une petite dizaine d'années, mais les professionnels réclament des concessions à vingt, voire vingt-cinq ans, au lieu de quinze ans jusqu'ici, jugés trop serrés.